# 特命戦隊ゴーバスターズ
『特命戦隊ゴーバスターズ』（とくめいせんたいゴーバスターズ）は、2012年2月26日から2013年2月10日まで、テレビ朝日系列で毎週日曜7:30 - 8:00（JST）に全50話が放送された、東映制作の特撮テレビドラマ、および作中で主人公たちが変身するヒーローの名称。
キャッチコピーは「バスターズ レディーゴー！」。

## 概説
本作品は、架空の暦「新西暦」を用いるパラレルワールドの日本が舞台となっている。クリーンエネルギーを巡って亜空間から襲来した悪の組織「ヴァグラス」に、特別な戦闘のプロフェッショナル「ゴーバスターズ」が立ち向かうという内容で、随所にコンピューター関連の演出が盛り込まれている。全体のストーリーは2部構成となっており、第1話から第30話までが第1章、そして映画『宇宙刑事ギャバン THE MOVIE』とのコラボ回として制作された第31・32話を挟み、第33話以降が第2章とそれぞれ位置づけられている。
ゴーバスターズは外見・アクション共に「スパイ」をモチーフとしており、ヘルメットに備わったサングラスや初期メンバーの武器となる一眼レフカメラや双眼鏡からうかがえる。また、スーツは常時ヘルメットを着脱できる設定である。初期メンバーは3人で、各々に相棒のロボットが1体ずつ存在するほか、司令官やオペレーターが支援に就いている。東映プロデューサーの武部直美は、モチーフの選定について格好良さと『秘密戦隊ゴレンジャー』への回帰を理由に挙げている。
前作品『海賊戦隊ゴーカイジャー』が従来のシリーズを総括する作品だったため、本作品では当初から「戦隊の変革」を目指しており、戦隊名は「ジャー」を廃したものとなった。また、ロボットとメカを物語の中心としており、従来のシリーズで続いていた「人間サイズの敵が倒される→物語後半で巨大な敵と戦う」というオーソドックスなシナリオの流れを廃し、等身大戦と巨大戦の戦闘を平行して進める。武部はスーパー戦隊シリーズにあって仮面ライダーシリーズにないものを追求したことが企画の取っ掛かりであったといい、従来の方式ではドラマの頂点が等身大戦に来た場合、その後の巨大戦はとってつけたような感じが拭えなかったため、本作品では巨大戦自体にドラマを持たせるようにしている。武部は、近年のスーパー戦隊のロボットがメカニックではなくパイロットの気合で動くファンタジー的存在になった作品が多かったとして、実際の戦闘機風のコクピットで操縦桿やスイッチを操作して操縦することにこだわったと語り、「戦隊の（玩具の）中心はロボです。それを取り上げないのはもったいない」「特撮の人型ロボの決定版をやれたら」としている。それに加え、合体シミュレーションに失敗したり、敵のクラッキングによって合体システムが使用不可能になったり、50人の整備員によって整備されていたり、基地内で合体作業が行われたりなど、リアルな視点が描かれる場合もある。
本作品では変身シーンのバンク映像が一部の例外を除いて存在せず、仮面ライダーシリーズ同様にほぼ新撮の映像が使われている。テレビ朝日プロデューサーの佐々木基は、「従来の戦隊に物足りないのはここであり、毎回違うシチュエーションで変身するところに子どもたちはワクワクする」としている。もっとも、パイロット版の監督を務めた柴﨑貴行によると、本来は「各話の監督の意向でさまざまな変身シーンを撮ってほしい」という程度であり、別に既撮の映像を使用してもよかったはずが、いつの間にか「バンクなし」という話だけが先行して広まってしまったとのことである。
アクションでもトランポリンを用いないなど、リアリティのある動きが意識されている。また、截拳道や映画『SPL/狼よ静かに死ね』でのドニー・イェンによる警棒アクションなども取り入れられている。
スーパー戦隊シリーズの日本国外向けリメイク作品「パワーレンジャーシリーズ」で使用されている用語「モーフィン」と「メガゾード」が逆輸入されているが、用語の意味に関しては本作品では若干設定が異なる。その一方、『天装戦隊ゴセイジャー』と『ゴーカイジャー』のパワーレンジャー版『パワーレンジャー・スーパーメガフォース』の後継作は『獣電戦隊キョウリュウジャー』を基にした『パワーレンジャー・ダイノチャージ』であり、本作品はリメイクされずに順番を飛ばされた格好になった。坂本浩一によれば、その年は米国内の競合作品が強力だったため、子供に根強い人気を誇る恐竜モチーフが優先されたという。その後、2019年からパワーレンジャーの権利がハズブロへ移行するに従って、本作品の放映から約6年を経て『パワーレンジャー・ビーストモーファーズ』としてリメイク版の制作が公表された。

## 商業展開
前年度に主力商品の1つとして展開された「レンジャーキーシリーズ」は本年度も継続しており、ゴーバスターズのキーもラインナップに加わったが、作中への登場は劇場版『ゴーバスターズVSゴーカイジャー』のみに留まった。また、本作品では『炎神戦隊ゴーオンジャー』以降恒例となっていた作品独自のコレクション系アイテムの発売もなかった。
戦隊ロボに関しては、ゴーバスターオー登場時点では単体ロボである「DXゴーバスターエース（CB-01 チーター）」および「GT-02 ゴリラ」・「RH-03 ラビット」がそれぞれ単体販売のみ行われ、『太陽戦隊サンバルカン』以降恒例となっていた大型アイテムであるDX合体セット（ゴーバスターオー）の一般販売はなく、トイザらスでの限定販売のみとなった。一方、バスターヘラクレスは、通常のDX合体セットと単品による一般販売が行われた。そのうち、「DXゴーバスターエース（CB-01 チーター）」とバスターマシンシリーズは、日本おもちゃ大賞2012のキャラクター・トイ部門で大賞を受賞した。
全体の売上が伸び悩んだ末、本年度のトイホビー事業の売上は上半期49億円、通期96億円となり、上半期60億円、通期110億円の当初の見込みを下回った。プレックスの田中宗二郎は、コレクションアイテムに代わる展開を明確化できなかったことを反省点として挙げており、次作『獣電戦隊キョウリュウジャー』ではコレクションアイテムが再度導入されている。

## あらすじ
新西暦1999年のクリスマス、転送研究センターのスーパーコンピューター内に侵入した謎のコンピュータウイルスがメインプログラム「メサイア」に感染した。ウイルスの影響で意思を手に入れたメサイアは暴走、世界の支配を提唱し、瞬く間に転送研究センターのコンピュータを乗っ取っていく。センターの研究員たちは暴走の拡大を抑えるため、施設ごと亜空間に転送する道を選ぶ。施設が亜空間へ飛ばされた直後、跡地に3人の子供と3体の作業用ロボットが転送されてくる。彼らは事件のとき施設にいた者たちで、その身にはワクチンプログラムが宿っていた。
メサイアの暴走は収まったものの、それは一時的なものにしか過ぎず、時を経てまた現世に戻ってくるかもしれない事実を知った黒木タケシは子供たちを引き取った上でいずれ訪れるメサイアたちの襲来に備え、彼らを戦士に育て上げることとなる。
13年後の新西暦2012年。そこではエネトロンと呼ばれるクリーンエネルギーが人類にとって必要不可欠な存在となっている。その現世にメサイアが率いる組織・ヴァグラスが襲来。メサイアを現世に呼び戻すため、大量のエネトロンに狙いを定めた。ヴァグラスの襲来に対抗するのは、ブルーバスター＝岩崎リュウジ、イエローバスター＝宇佐見ヨーコの2人で結成される、エネルギー管理局特命部所属の特殊部隊・特命戦隊ゴーバスターズ。2人は13年前の事件で難を逃れたあの子供たちである。
エネトロンを巡ってヴァグラスに立ち向かうゴーバスターズ。やがて、2人の前に同じく13年前の事件で難を逃れた男・桜田ヒロムが現れた。彼は幼いころの約束を果たすべく、レッドバスターとなる。ゴーバスターズの3人は、3人とともに転送されてきた3体のバディロイドや、特命部の面々とともにヴァグラスに立ち向かう。
戦いの中、13年前の事件で亜空間に飛ばされていたはずのエンジニア・陣マサト＝ビートバスターとバディロイドのビート・J・スタッグ＝スタッグバスターが現れる。2人の登場に驚きつつも、亜空間へ転送された人々が必ずしも命を落としていないという希望を感じたゴーバスターズの3人は新たに現れた陣たちと協力し、ヴァグラスとの戦いを続ける。

## 登場人物

### ゴーバスターズ
エネトロンに関わるミッションに挑むエネルギー管理局特命部所属特殊部隊。初期メンバーには、13年前の事件の際に対抗手段としてワクチンプログラムが移植されており、各々が人間離れした長所と短所（ウイークポイント）を持っている。素の状態の人間は転送には耐性がなく、無事だったのはプログラムを移植した者のみと確認されている。初期メンバーの3人、追加メンバーの2人とも、変身前・変身後を問わず本名で呼び合っている。
ヴァグラスと対峙する際には、各コードネームを名乗った後に「バスターズ、レディー…、ゴー！」のセリフと共に戦闘を開始する。メタロイドを倒した際は「削除完了」、メガゾードを倒した際は「シャットダウン完了」と述べる。
桜田 ヒロム（）
ゴーバスターズのリーダー。
新西暦1992年11月29日生まれ。20→21歳。血液型はAB型。ID＝555・913・315。中学時代の大道芸部で行っていたジャグリングが得意。
リュウジに対しては年上ということもあり「さん」付けかつ敬語を使って接している一方、ヨーコに対しては年下ということもあり呼び捨てで接する。また陣に対しては、当初謎が多いことや真相を話そうとしない上に挑発的な言動で振舞われたこともありタメ口で接していたが、真相を知り信用するようになってからは「さん」付けかつ敬語を使って接している。
一見ニヒルに見える中、情熱を秘めている。言葉数は少ないものの、思ったことをすぐ口にして誤解を招く癖があり、特命部入りしたばかりのころはその自覚が全くなかったが、リュウジやヨーコなどと接していくうちにその癖を自覚していくようになる。また自他共に認める高いメガゾードの操縦技術を持ち、「天才パイロット」と評される。自信家で、相当負けず嫌いな一面も持つ。任務に対しては自分にも他人にも非常に厳しく、そのために言いすぎとも取れる言動が見受けられることもあった。このような性格から、家族と離れ離れになった寂しさなどといった自分の胸の内や、特命部入りする以前の出来事を自ら進んで話すことはあまりない。そのため、やや近寄りがたい雰囲気を放ち、Mission26までは、仲村にやや敬遠されていた。
13年前の事件で研究員だった両親を失って以来、7歳上の姉・リカと2人暮らしだったが、事件の際にヨーコに宣言した「きっと元に戻す」という約束を果たすべく、姉のもとを離れ戦闘に加わる。このような経緯から実戦への参加はリュウジやヨーコよりも遅いものの、持ち前の才能と加入以前から独自に続けていた訓練により、当初から彼らと同等以上の能力を発揮している。しかしそのために当初は時として他者に任せる、頼るといったことが出来ず、それが原因で、ゴーバスターオーの合体シミュレーションの訓練で20回連続のミスをしたこともある。その欠点もチームとして戦う中で徐々に解消され、「仲間と支え合うのがゴーバスターズだ」と宣言するまでに成長している。
中学時代は早く特命部に入りたいあまり友達も作ろうともしなかったが、当時の担任だった設楽キョウコや、彼女に誘われて入部した大道芸部のメンバーとの関わりの中で軟化していっている。
ワクチンプログラムの影響で超加速によるスピードに優れているが、少年時代にかくれんぼをしていた時にニワトリ小屋から出られなくなり、その際にニワトリに襲われたことにより、それが苦手になるという過去のトラウマから、苦手なニワトリを見ると5分間フリーズする。実物のみならずその写真・イラスト・彫刻などを見てもフリーズしてしまう。ロウソクロイドが見せた悪夢の中で巨大なニワトリに遭遇した際は、あまりの恐怖で30分経ってもフリーズが解けない。また「ニワトリ」という単語を聞いたり、ニワトリのイラストや着ぐるみ、風見鶏を見た場合でも半フリーズ状態になることもある。この状態も長く続くと危険で、フリーズ克服の特訓をした際は、無理をした結果フリーズを通り越して気絶してしまっている。固まっている間は重量が重くなる。13年に渡る訓練の賜物により焼き鳥は食べられるようになり、完全にフリーズする前ならダメージを受けることでフリーズから回復することができる。ウイークポイントが存在すること自体はヴァグラスに知られているものの、その詳細までは知られていない唯一のメンバーであった。一度スプレーロイド2に突き止められてしまったことがあるが、伝達される前に倒したので何とか秘密は守られている。しかし後述の理由から、復活したエンターに知られてしまうこととなった。
Mission47では、Mission33にてエンターによりメサイアカード「13」を体内に埋め込まれていることが明らかにされる。そのカードには他のメサイアロイドの収集したデータが蓄積されているとともにヒロムのデータも収集されており、さらにエンターのバックアップも兼ねている。そのためヒロムが存在する限り、エンターは無限に再生と進化を繰り返され、完全に削除できない状況となる。しかし、陣の手により無事にカードは除去され、エンターもその手で倒す。
ヴァグラスとの戦いを終えた後は約束通り、リカの待つ自宅に戻り、平穏な生活を送りながら、新しい道を探し始める。
- メインライターの小林靖子によれば、当初の脚本ではヒロムは軟弱な性格であったが、パイロット監督の柴﨑貴行が映画『トップガン』でのトム・クルーズのような人物にしたいと要望し、「～だ」というような言い切り型で固い口調のキャラクターに改められた。

レッドバスター
桜田ヒロムが変形する戦士。
優れた戦闘テクニックと運動神経を誇り、格闘戦に優れ、ワクチンプログラムによって超加速の能力を宿し、超スピードによる移動や銃剣の性能をフルに活かした戦闘を見せる。バイクテクニックやバスターマシンのパイロット適性も秀でる。
レッドバスター パワードカスタム
レッドバスターがニックのデータを装着した強化形態。
完全に姿を消し去るほどスピードが強化される。必殺技はブレスのスイッチを押すことで、「It's time for buster」の電子音声と共にニックのパワーをバスターアニマルCB-01チーターを模したエネルギーの塊として具現化して炎を纏って突進するボルカニックアタック。

岩崎 リュウジ（）
新西暦1984年1月15日生まれ。28→29歳。血液型はO型。ID＝222・458・804。
メンバーの中では最年長で、年下のヒロムやヨーコを見守る立場であることを自任しており、チームのまとめ役になっている。
人当たりは気さくな兄貴分で、表には出さないが鍛錬を欠かさない努力家。ヒロムと同様にクールな思考で、洞察力に優れ、博識でもあり、エンターが口にするフランス語の単語の意味やメタロイドの正確なモチーフをヨーコに教えることが多い。
ワクチンプログラムの影響で凄まじいパワーを誇るが、常に両腕から熱を発しているため、パワーを使いすぎると体温が上昇していき、まめに腕を湿布や保冷剤などで冷やしていないと、やがて熱暴走を起こし、敵味方関係なしに襲い掛かり「地獄に落ちろ！」が口癖の凶暴かつ好戦的な性格に豹変してしまう。特に夏場は少しのことでも体温が上昇しやすいため、暴走しやすい。暴走状態では短時間で力を使い果たし、倒れるまで続くため、エンターにその弱点を狙われたこともある。しかし、そのリスクを代償に相手と互角以上に戦うことが出来るほどの戦闘能力を得ることも出来るという利点もあるため、敢えて意図的にこの状態になることもある。Mission25ではエスケイプとの戦闘時に照明の光で腕を熱して熱暴走を発症させており、劇場版でもヒロムの作戦でバグラーの大群を一掃するために意図的に発症させている。
ヒロムが正式に加入する前から一緒に戦っていたヨーコのことを「ヨーコちゃん」と呼び、兄や父親代わりとして接しており、当初はヒロムに反発する彼女をよく宥めている。なお、ゴリサキに「お父さんみたい」と言われたことに対して、本人は「お兄さんにして欲しい」と言っている。また、ヨーコの初恋の相手である長谷川に対して、黒木やウサダと共に嫉妬心を露わにしている。また、勝気な一方で繊細で脆い部分も持つ彼女の内面も知っているため、長い間後述の自身の熱暴走した姿を見せないよう、気遣いを重ねて隠し通している。しかし、心配しすぎる余り、度がすぎることも少なくなく、そのことに対して彼女に「うざい」と言われた時はかなりショックを受けていた。一方、ヒロムに対しては呼び捨てで「ヒロム」と呼んでおり、バスターマシンのパイロットとしての技量を高く評価している。
13年前の事件に遭うまではメガゾードへの憧れからマシンエンジニアを目指しており、陣マサトに憧れて彼のことを「先輩」と呼んでいる。陣が審査員を務めたロボットコンテストに出場したときは準優勝だった。高校は風見地区総合技術高等学校に通っていた。その時の成績は、音楽以外優秀だった。ヒロムやヨーコとは違い両親が亜空間に飛ばされていないことから、他者のためや戦う力を有した使命感から戦っており、戦いに専念するために自身の夢を捨てていたが、陣から「誰かのためでなく、自分の戦う理由を持て」と論されたことで、「戦いを終わらせて、マシンエンジニアになる」という自身の夢への情熱を再び燃やすようになる。
エスケイプとは熱暴走での戦いを機に何かしらの拘りを持っていたようで、エンターの手により記憶をなくした状態で空しく再生を繰り返させられるエスケイプに哀れみを覚え、倒すことで彼女を救うことを決める。最終的には自身の手でエスケイプを倒し、彼女の消滅を看取る。
リュウジとヨーコは主に特命部用の車両を使って移動を行う。
ヴァグラスとの戦いを終えた後はエンジニアとして働き始める。
ブルーバスター
岩崎リュウジが変身する戦士。
特殊能力の両腕の超パワーを活かした肉弾戦を得意とし、射撃戦にも秀でる。
ブルーバスター パワードカスタム
ブルーバスターがゴリサキのデータを装着した強化形態。
腕力・瞬発力が強化され、触った物質をデータに変換・巨大な岩などにアバター錬成することで物質化して武器とする能力を備える。得意技はエネトロンを集中させることで右腕をゴリサキの腕状に変化させ、強烈なパンチを叩き込むゴリラージパンチ。

宇佐見 ヨーコ（）
新西暦1996年8月5日生まれ。16歳→17歳。血液型はO型。ID＝777・117・464。
ゴーバスターズの紅一点かつ最年少。高校2年生だが、学校にはほとんど通えていない。負けん気が強い上に毒舌で口が悪く生意気な性格だが、内面的には仲間や人々を思いやる優しい心根の持ち主。また、仲間たちと過ごしているうちに口の悪さも目立たなくなってきている。一方で精神的に脆く、どこか抜けた一面もある。幼少のころから勉強が苦手で、仲間に宿題を手伝わせることもある。英語も読んだり、解釈したりすることも出来ず、毎回リュウジに意味を教えられている。また、足を開いて立つ癖がある。
髪型はロングのポニーテール。隊員服はホットパンツを着用している。
ヒロムの13年間はウサダを通して知っていたが、姉に甘えて戦いから逃げているだけと認識しており、ようやく現れたヒロムに反発し、ゴーバスターズに加入することにも否定的であったが、13年前の事件の際、泣いていた自分に対し「きっと元に戻す」とヒロムが約束したことを思い出し、またヒロムもその「約束」を守るためゴーバスターズに加わったことを知り、彼を仲間として受け入れるようになる。その後は彼のことも気にかけ、信頼するようになる。一方でヒロムが加入する前から一緒に戦って来たリュウジに対しては「リュウさん」と呼び、全面的に信頼し慕っている。それだけに初めてリュウジが熱暴走した姿を見た際は、ショックのあまり泣き出してしまった。
母親が亜空間に飛ばされた時自身が幼すぎたため、顔も覚えていないなど母親の記憶がほとんどなく、家族への憧れや、母親のことを知りたい気持ちは強いものの、ヒロムほどの依存を見せる様子はない。フィルムロイドに自身の心の弱さを映し出された際にはヒロムとは違い家族は出てきていない。
ワクチンプログラムの影響で跳躍力が優れているが、こまめに菓子類など甘いものを食べてカロリー摂取をし続けないと充電切れを起こして動けなくなってしまう。チョコレートやラムネ、ウエハース、飴玉などが主であるが、甘い物であれば樹液でも可能。戦闘中でも摂取しているせいか早い段階で敵にウイークポイントを知られており、戦闘中にカロリーを摂取しようとすれば妨害されることも多い。
ヴァグラスとの戦いを終えた後は地元の大南地区高等学校に編入し、仲間たちから始業式後にパーティーで祝ってもらう。
イエローバスター
宇佐見ヨーコが変身する戦士。
抜群の戦闘センスを身に付けており、特殊能力の脚力を活かした超ジャンプと走力を活かしたキック技を得意とし、女性らしい流麗な動きで戦う。またバスターギアの運用にも優れる。
イエローバスター パワードカスタム
イエローバスターがウサダのデータを装着した強化形態。
ジャンプ力が強化され、空中にデータの踏み台を生み出し移動する能力を備える。得意技は空高くジャンプした状態から右足にエネトロンを集中させてドリル状に具現化してキックを叩き込むラピッドキック。

陣 マサト（）
Mission14から登場。ビートバスターに変身するエンジニア。新西暦1972年生まれ。40歳。血液型はB型、ID＝198・662・125。
天才型ではあるが軽い性格で、「完璧でない方が面白い」が信条の真面目ではあるが捉えどころがない変わり者。ヒロムやヨーコからは「陣さん」と、マシンエンジニアを志すリュウジからは憧れの念から「先輩」と呼ばれ、3人の兄貴分のようなスタンスに収まっている。一方、自身は3人をファーストネームで呼ぶ。ヒロムとリュウジは呼び捨て、ヨーコはちゃん付けで呼ぶ。
13年前の事件に巻き込まれ亜空間に飛ばされていたが、Jやバスターマシンを自力で製造し、アバターとして現実世界に姿を現し、転送研究センターの同期だった黒木にコンタクトしてくる。その外見は事件当時（27歳）から全く変化しておらず、あたかも年を重ねていないかのように見える。強い決意を秘めているが、表に出すことは好まず、いつも飄々とした物腰。しかし「厄介ごとに出会うと首をかく」「悲しい時にいつも以上にふざける」など、癖や仕草に本音が表れてしまうことがある。
実際は真の意味では亜空間から帰還できておらず、バディロイドであるビート・J・スタッグの機能によりアバター（分身体）を転送させているに過ぎない。本体は、亜空間内に密かに築かれた格納庫に昏睡状態で横たわっている。その件について、一時は「勝手な英雄的選択に巻き込まれて迷惑」とヒロムの両親を罵倒するような言葉も口にしていたが、後に亜空間で拾ったという彼らの13年前それぞれの両親から贈られるはずだったクリスマスプレゼントをわざわざ持参して手渡すなど、心の底では3人を案じている。
アバターゆえ、大ダメージを受けても本体さえ無事ならJを通じて再転送が可能という利点をもつが、一方で、Jが近くにいなければビートバスターに変身できない制約も抱えている。Jが近くにいれば単独でも変身可能で、変身後にJから離れても変身解除されることはない。変身時にJの方はエネトロンを消費するらしい。加えて、アバターが損傷すると亜空間の本体にもダメージが及ぶという第2のリスクも抱えているが、陣は当初、仲間に余計な気遣いをさせまいとして秘密にしている。身体能力は概ね人間並みだが、レッドバスターを軽くあしらうほどの戦闘センスを持つ。また、他の3人のような特殊能力はなく、ウイークポイントも存在しない。ただ、亜空間の本体に危機が迫って突然の戦線離脱を余儀なくされることもあり、万能というわけではない。上記とは別に、亜空間の本体が通信設備を介して黒木と直接対話する際に用いる通信用のアバターも存在するが、こちらは白銀に光る立方体と周回する4個の三角錐からなる簡易的かつプリミティブな形状である。
ゴーバスターズにとってあまりに想定外の登場だった上、敵地である亜空間と紐付けされた特異な存在でもあるため、登場からしばらくは基地への立ち入りが許可されていない。しかしMission20にて許可が降り、以降は整備スタッフとともにメカニックに携わったり、戦略を助言したりと参謀のような位置付けでサポートをしている。
陣の登場は「亜空間に転送された人間が必ずしも命を落としていない」という希望の実証となり、陣自身も、他の研究員の安否について、当初は「13年前の事件当時はクリスマスパーティーを欠席して別のブロックで研究に没頭していたため、確認できていない」と語っている。しかし、実際にはコンタクトを取っており、彼らがデータ化して「創造する者たち」となっていて救出不能であることを知りつつも、残酷な真実ゆえに語ることを渋る。だがメサイアと戦う以上、いつかヒロムら3人も知ることになると理解しており、彼らの心情を折に触れ、案じている。
打倒ヴァグラスに協力すると同時に、本体の帰還を果たさせることも目的としている。しかしMission40にて、実は亜空間からの帰還転送はおろか、13年前の現実世界からの転送さえも不完全なまま停滞しており、本体のデータの欠落部分を回収しなければ転送自体が出来ない状態であると明かされる。後に欠落データが、メサイアカード「07」に含まれていることが判明。そのカードを破壊すると帰還不可能になるという事実が明らかになる。Final Missionではヒロムの中にあった「13」のメサイアカードを自身の本体に転送することでカードの除去に成功するが、同時に本体もデータのパンクにより消滅する。その後、データの欠落部分を保有していたエンターの撃破に伴ってアバターも消滅する。
しかし、崩れ行く亜空間の中でヨウスケとともにヒロムたちに「生きろ!」と呼びかけ、倉庫へ向かうようにと言い、ヒロムたちを亜空間から脱出させることに成功させる。その後、黒木の前に幻の姿で現れた。
『獣電戦隊キョウリュウジャーVSゴーバスターズ 恐竜大決戦! さらば永遠の友よ』では、Jの体内にある対ヴァグラス用の残留プログラムによって1度だけ復活する。
- 脚本家の小林靖子は、陣のキャラクターのモデルとして高田純次の「平成いい加減男」をイメージしているが、少し控えめにしているという。

ビートバスター
陣マサトが変身する戦士。スーツカラーはゴールド。
怪力の持ち主で、地上戦を得意としており、バディロイドのスタッグバスターとのコンビネーションに優れる。

ビート・J・スタッグ
Mission14から登場。陣のサポーターであるバディロイド。陣の本体が亜空間で自身のバディロイドとして開発・製造した。
通称は「J」で、この名称は「樹液」に由来していると本人が語っている。ヨーコやウサダからは「樹液」と呼ばれることがほとんどで、仲村は「樹液さん」と呼んでいる。ルーペロイドから「スタッグ君」と呼ばれたこともある。
マーカーシステムという機能を持ち、ヴァグラスがマーカーを目印にメガゾードを現実世界に転送するのと同じように、陣のアバターやバスターマシンを亜空間から現実世界に転送することができる。
口調は冷静だが妙に自己主張が強く、陣が何かしようとするたびに彼に被ってでも前に出ようとして「被んな！」と怒られたり、たびたび「俺の〜」「俺が〜する」という言い回しをする、挙句「俺にしか興味がない」と他者への応答を渋るなど、マイペースかつ天然な人格であり、ゴーバスターズのムードメーカー。しかし、彼自身はヴァグラスを倒すためなら自己犠牲も躊躇わない陣を本気で心配している。大量に消費するエネトロンを入手するためには手段を選ばず、たまに特命部にエネトロンの調達を要請しに来たり、エネトロン切れを起こして倒れたりする。地上の生き物や自然に興味を持ち、私生活では虫取りをしており、クワガタムシを飼育している。また、亜空間のマサトに昆虫の生態や四季の移り変わりなどを定期報告で伝えている。
ヴァグラスとの戦いを終えた後は、陣がヒロムの体内からメサイアカードを取り除くための例えとして見立てた黒いパズルの1ピースを彼の形見としてネックレスのように携行しながら、森の管理人として日々を送る。
本作品の後日談にあたる『スーパーヒーロー大戦Z』でも、そのマイペースさは相変わらずであり、宇宙犯罪組織マドーのスペースレイダーにとどめを刺そうとした仮面ライダービーストと獣電戦隊キョウリュウジャーのキョウリュウゴールドに勝手に割り込んだ挙句、変身して戦うこともなく森の管理人を称している。
- メインライターの小林靖子は、陣とJの初撮影となる劇場版の時点では設定が詰めきれていない中で印象的に登場させなければならないため、「被るな」の一発芸などを設定していったことを述べている。

スタッグバスター
Mission15より登場。ビート・J・スタッグが変身する戦士。スーツカラーはシルバー。
素早さに優れ、空中戦も得意とする。

### バディロイド
ゴーバスターズを支えるロボットたち。元は転送研究センターで開発された動物型の作業ロボット。Jは当初から人格を持っており、それ以外の3体は13年前の事件でメタウイルスに感染したが、ワクチンプログラムをインストールされることで人格と自我を持った。存在する5体のうち、エネたんを除く4体の人格は♂（オス）である。J以外はバスターマシンの心臓部ゆえにバディロイドのままでの出撃は控えられているが、パワードカスタムが採用されてからは強化アーマー状態とはいえ等身大でも戦闘を行うことが多くなった。

チダ・ニック
ヒロムのサポーターであるバディロイド。OSチータープログラムを搭載している。
通称は「ニック」。ヒロムの兄貴分であり、前向きでポジティブな性格だが、せっかちな面もある。また料理もこなせる。スピードに重点を置いた人工知能を持ち、スーパーコンピューター並みのデータ処理速度を誇る。
ヒロムが直球で物を言うため、そのフォロー役に回ることもしばしばある。ヒロムの姉であるリカのことも案じており、彼女から「ヒロムの日常を奪った」という怒りの矛先を向けられた際は後ろめたさを感じていたが、Mission10での一件で彼女に認められる。
バイクモードへの変形機能を持ち、主にヒロムを乗せて現地へ向かう際に用いられる。Mission19でJから「バイクの人」と称されており、戦闘も行えるJにコンプレックスを持っていたことも相まってかなり気にしていたが、後に「仲間から信頼されるバディロイド」と称されている。また、Mission14ではゴリサキとウサダを、Mission46ではヨーコを、Final Missionではスタッグバスターを乗せた。最新式のナビゲーションシステムを搭載しているにもかかわらず方向音痴という弱点がある。
頭の左右にはバイクのハンドルを思わせるグリップがありバイクモード時およびバスターマシンと一体化した際には、そのまま操縦桿となるほか、後輪部分はミニガンとして使うことも可能。状況に応じては戦闘も行い、動作はぎこちないものの、格闘技でバグラー数体を蹴散らし、前述のミニガンでメタロイドやエンターをも怯ます戦闘能力を見せる。
ヴァグラスとの戦いを終えた後はヒロムと共にリカとの生活を再開する。
- バイクモード時のベース車両はホンダ・CB400スーパーフォア。

ゴリサキ・バナナ
リュウジのサポーターであるバディロイド。OSゴリラプログラムを搭載している。
通称は「ゴリサキ」。陣からは「バナナちゃん」と呼ばれている。バックアップ機能に重点を置いた人工知能を持つ。
怪力の持ち主だが落ち込みやすく、すぐに謝るという気弱な性格。その上、極度の心配性でリュウジをいつも心配しており、パートナーと幼いころから接してきたニックやウサダとは違い、既に自我を持った大人だったリュウジとの関係に悩むこともある。顔は自動車のハンドルを模した形状でバスターマシンと一体化した際にはそのまま操縦桿となるほか、感情が昂ぶるとクルクル回転するという特徴がある。
基本的には基地内でメカニックを担当している。状況に応じては後述の理由から反対する黒木を押し切り戦闘にも参加し、高い防御力を活かしてリュウジをサポートする。
ヴァグラスとの戦いを終えた後にエンジニアとして活動するようになったリュウジをこれまで同様に補佐する。

ウサダ・レタス
ヨーコのサポーターであるバディロイド。OSラビットプログラムを搭載する。
データ応用に重点を置いた人工知能を持つ。返事する際には「ラジャーラビット!」と言う。
ヨーコ同様気の強いワガママな性格で、言葉の端々に皮肉と毒の入った話し方をするため、ヨーコとは喧嘩ばかりしているが、内心ではお互いを強く信頼しあっている。あまり学校に行けないヨーコの先生役をしたり、充電用のおやつを忘れないように口うるさく言うことがあるのも、彼女を気にかけてのこと。ヒロムのことをシスコン呼ばわりする。
普段は司令室でデータ管理を担当している。円筒に近い胴体に車輪と腕がついた姿のシンプルなボディだが、意外と動きは俊敏で、ヨーコがバスターマシンをちゃんと清掃したのか確認するために高い跳躍力で周囲を飛び回っている。ただし戦闘能力は持ち合わせておらず、バグラーに襲われそうになった際には戦闘をニックに任せており、生身の人間に簡単に捕まったこともある。そのためMission33以前はバディロイドのまま事件現場に赴くことはほとんどない。
耳はレバーを模した形状でバスターマシンと一体化した際にはそのまま操縦桿となる。
ヴァグラスとの戦いを終えた後もヨーコと一緒に生活している。

ビート・J・スタッグ
#ビート・J・スタッグを参照。

エネたん
劇場版およびMission44に登場するカエル型のバディロイド。詳しくは『特命戦隊ゴーバスターズ THE MOVIE 東京エネタワーを守れ!』を参照。

### エネルギー管理局特命部
危険とされるヴァグラス対策を専門とするチーム。
黒木 タケシ（）
数百名から構成される特命部を束ねる司令官。新西暦1972年生まれの40歳。ID＝000・139・291。一人称は「私」。ヒロムたちからは「司令官」、転送研究センター時代の同期だった陣からは「黒リン」と呼ばれている。一方、自身はゴーバスターズの初期メンバー3人に対してはファーストネーム、森下・仲村の両オペレーターと同僚の陣に対しては姓で呼んでいる。
13年前の事件当時、外勤からの帰宅中で転送研究センターを離れていたために難を逃れ、上司であるセンター長の桜田ヨウスケに3人と後のバディロイドたちを託される。リュウジとヨーコの親たちとも共に仕事をしていたため、ゴーバスターズの3人を幼いころから知っている。彼らを我が子のように思い、特にヨーコに対しては親バカとも言える過保護な一面を見せることがある。しかし同時に、メサイアをシャットダウンすることこそが最優先事項であると責務を強く感じており、そのためならばゴーバスターズすら囮にするような非情な判断を下すことも躊躇わないが、内心では誰よりも彼らを心配しており、彼らの無事を祈っている。その思いやりは民間人に対しては犠牲者を出さないように心掛けていることから垣間見える。
冷静沈着な性格で、時には冷酷とも思えるような判断を下すこともあるが、Mission26のケシゴムロイドとの攻防や、劇場版やテレビでの作戦成功時のガッツポーズなど、時折普段の性格からは考えられないようなテンションやコミカルさを見せることがある。また、陣を失ったJを抱擁する優しさも見せる。

仲村 ミホ（）
Mission1で特命部に赴任してきた新人オペレーター。一人称は「私」。主に亜空間の分析と敵メガゾードの転送反応の分析および転送完了時間の予測を担当する。状況によっては現場にも参戦する。彼女の座る机の隅にはカエルを象った眼鏡置きがある。話数が進むごとにその周囲にある小物が増えている。
日頃は敬語を使い、控え目で気弱な部分もあるが、Mission26にてヒロムが手動操作によるゴーバスターオーの合体に関する計算をしつこく催促され、ヒロムに対して「ちょっと黙ってて!」と怒鳴りつけたことがある。
16歳にして危険な戦いに挑むヨーコを何かと気にかけている。また、任務以外でヒロムと話すことがあまりなく少し怖がっていたが、後に彼に対しても明るく話せるようになる。他のメンバーと異なり、IDが存在しない。

森下 トオル（）
オペレーター。ID=888・439・520。一人称は「僕」。システム操作とメタロイドの早期発見を主に担当している。22歳。性格はクールでマイペースだが、ギャバンやライオアタッシュの登場時に自分たちの力は必要ないと落ち込んでしまうなど弱気な一面を持つ。主にヴァグラスの情報やデータを最前線のゴーバスターズに伝達するが、仲村同様、状況によっては現場にも参戦する。また、意外と影が薄く、ヒロムたちが存在を忘れてしまったこともある。
メガゾードオタクで、フィギュアを使って作戦を説明したり、メガゾードバトルに熱く語ることもある。また、アナログ計算が得意で早いという意外な特技を持っており、Mission26ではケシゴムロイドによってコンピュータが使い物にならなくなった際、ゴーバスターオーマニュアル合体時のタイミングや誤差などの計算をかなりの速さでやってのける。
その他の職員
主要人物以外にも、機体整備部のバスターマシンの整備士小山・高石などの多数の職員が基地内で勤務している。

### ゴーバスターズの関係者
桜田 リカ（）
ヒロムの実姉。新西暦1985年生まれの27歳。職業はイラストレーター。初登場時は体調不良で入院している。昔から機械類が苦手なこともあり、13年前の現場には居合わせず事件には巻き込まれていない。
生き残った唯一の肉親である弟のヒロムがゴーバスターズとして戦うことに反対し、特命部に弟を渡すまいと過保護なまでに庇い続けている。またニックとも付き合いが長いのにもかかわらず、機械が苦手だったことに加え、両親を奪った「科学」の象徴であることから邪険にしており、彼をヒロムのボディガードにつけることにもかなりの説得が必要だった。
物語開始時点でもこうした考えは変わっておらず、ヒロムが特命部入りした後も「家族をバラバラにしたくない」と彼が戦うことを認めず、自身の絵の個展に招待するのを口実に彼を連れ戻そうとしたこともあったが、ニックの説得とヒロムたちの戦いを目の当たりにしたことで、彼の戦いが「これ以上大切な人たちがバラバラにならないため」のものだと理解し、ヒロムとニックを認めるようになる。その後も度々、本の授賞式やクリスマスパーティーや打ち合わせで顔を合わせている。
ヴァグラスとの戦いが終わった後は約束通りヒロムたちと自宅にて過ごしている。

桜田 ヨウスケ（） / 桜田 ミチコ（）
ヒロムとリカの両親。転送研究センターのセンター長と所員の間柄でもあった。13年前に黒木に全てを託しメサイアをセンターごと亜空間に転送し、消息不明となっていた。
実は転送の際にデータに変換されメサイアに取り込まれ、「創造する者たち」として使役されている。
Mission29でヨウスケが特命部に通信を入れ、自分たちも消えることを覚悟で息子たちにメサイアのシャットダウンを要請した。Final Missionはヨウスケのみ登場し、崩れ行く亜空間の中で陣とともにヒロムたちに「生きろ!」と呼びかける。
宇佐見 ケイ（）
ヨーコの母親。転送研究センターのメガゾードパイロットであり、陣とは同僚だった。
桜田夫妻や他の所員と同様にデータに変換され、メサイアに取り込まれている。

葉月 サブロー（）
Mission35に登場。かつて特命部の技術開発に携わっていた天才科学者で、バスターマシンの基礎を築いた人物でもある。
研究にしか興味がなく、変人扱いされる陣本人ですら一目置く存在。ハイテンションかつ情熱的な性格で、かつての陣に対して何度も熱い物がないと言い続けたほど。しかし、根は直球な好人物であり、思いやりのある一面も持つ。
あまりに高度な自分の技術が誰にも認められなかったことから特命部を離別。独自の理論からバディロイドとメガゾードの特性を融合した「バディゾード（タテガミライオー）」を開発したが、過労が祟ってか帰らぬ人となる。
しかし、万が一のためにライオアタッシュにミカへのメッセージを残しており、これまで自分の研究を守り続けてきた娘への感謝の言葉と全てをゴーバスターズに託す意思を伝える。
葉月 ミカ（）
Mission35に登場。葉月サブローの娘。父の亡き後、その形見であるタテガミライオーとともに暮らしている。
当初は自分との時間を割いてまで研究に没頭し、挙げ句そのまま亡くなってしまったことから、彼の功績を認めなかったとして特命部を恨んでいた。しかし、ライオーの本当の誕生理由をリュウジたちに聞かされ、さらにサブローが密かに残したメッセージで真実を知るとゴーバスターズを認めて、ライオーを託す。
十文字 撃（） / 宇宙刑事ギャバンtypeG（）、シェリー
『宇宙刑事ギャバン THE MOVIE』の公開に先駆けてMission31、32に登場。宇宙犯罪組織マクーの残党のライノダブラーを追って地球に現われ、ゴーバスターズと協力する。

## ゴーバスターズの装備・戦力

### 共通装備
ゴーバスターズの装備はバスターギアと総称される。
バスタースーツ
ゴーバスターズの強化服。スーツを着用して発揮可能な運動能力は常人の15倍程度に高められ、かつ装着者の特殊プログラムが強化される。ヘルメットは着脱が可能。ヘルメット・スーツはブレスを再度起動することで新しい物を再び装着し直すことも可能。スーツを装着するタイムは0.5秒。戦いの中でゴーグル部分が破壊されたり、スーツが破損するシーンは多々見られた。
追加戦士の物は機能は初期メンバーの物と同様だがデザインが異なる。ビートバスターのスーツはJの装甲の一部が複製される形で装着されている。またヘルメットの着脱はなく、スタッグバスター以外は黒いゴーグルの上に各々のパーソナルカラーに対応したサングラスが装着されている。
- スーパー戦隊シリーズでは初めてレザー素材のスーツが採用された。ゴーグルの色は『未来戦隊タイムレンジャー』以来に各パーソナルカラーとなっており、ミラー処理が施されている。

トランスポッド
ゴーバスターズのジャケットの上に装備する装置。変身前はハーネス型ベストに備え付けられており、緊急時はこれのみを私服の上に装備することもある。変身後は装着位置は変わらず、スーツの一部に装備される。マークの部分を押すことで、「Transport!」の電子音声と共に司令室からイチガンバスターやソウガンブレードを手元に転送可能な他、ボイスチェンジャー機能も備える。
ブーツにも小型のポッドが装着されており、こちらも武器を転送することが可能。
追加戦士の物は外見・機能は初期メンバーの物と同様だがカラーが異なる。各装備は亜空間から転送される。変身前後の装着位置が変わらぬ3人とは異なり、変身時にバスタースーツと共にビート・スタッグの左胸に装着される。陣は変身前は腰の後ろにガンベルトでモーフィンブラスターと共に吊り下げている。

### 初期メンバーの装備品
モーフィンブレス
3人が左手首に装備する変身ブレス。ディスプレイ部分のダイヤルを操作してボタンを押すことで、「イッツモーフィンタイム！」の電子音声と共にモーフィングラスが展開し、バスタースーツが転送され、展開したグラスを目の位置に合わせて「レッツモーフィン！」の発声と共に再度ボタンを押すことでヘルメットが転送され、ブレスのグラスがヘルメットに装着されて変身完了する。専用無線LANによる通信、アナライズモードでの分析、ワイヤー付きアンカーの射出、超小型監視カメラの射出、バスターマシンの呼び出し、敵メガゾードの転送完了時間の表示などの様々な機能も備える。通信起動時は「Call mode」の電子音声が発声される。

イチガンバスター
超デジタル一眼レフカメラから変形するカメラ偽装型ビームガン。コンクリートの壁もぶち抜くビームを毎秒10発発射する。
カメラモードでは、レンズを通した者をヴァグラスかどうか判別可能。姿が見えない敵を見つけ出す探索・透視機能も備える。ホログラフィーを投影することも可能で、この機能を応用して敵を惑わすことも可能。
ピント部分を合わせることで、「イッツタイムフォーバスター！」の電子音声と共にエネトロンがチャージされ、メタロイドを破壊するほどの威力を持つ強力なビーム砲を放つ。
ソウガンブレードと同様に生身でも使用可能であり、基地内には破損した時のための予備が複数丁ストックされている。Mission29では黒木たちが手にして基地を襲撃して来たエスケイプ・バグラーと交戦した。
イチガンバスタースペシャルバスターモード
ソウガンブレードをレンズ部分に合体させた強化形態。ロックオン時に「イッツタイムフォースペシャルバスター！」の電子音声が流れ、より強力なビーム砲を発射する。
ソウガンブレード
双眼鏡から変形するスコープ偽装型ブレード。厚さ30センチメートルの鉄板を切り裂くほどの切れ味を誇る。ソウガンモード（双眼鏡）として使用するとエネトロンの流動を視認が可能なほか、遠距離での対象の探索も可能。
戦闘時は逆手に持ち、近接戦闘で威力を発揮する。スイッチを押すことで、「イッツタイムフォーバスター！」の電子音声と共にエネトロンがチャージされ、メタロイドを破壊するほどの威力を持つ強力な斬撃を放つ。
- 当初、撮影用のプロップは長めに造型されていたが、ナイフアクションを取り入れたいアクション監督の福沢博文からの要望により玩具と同様の短さとなった。プロフェッショナルが戦うということから、動きやすい短めの武器となり、軍隊が使用するナイフ術を取り入れ、人間らしい戦い方を意識したため、派手にジャンプをするような戦い方を少なくしている。

### ゴーバスターズ パワードカスタム
3人がGBカスタムバイザーで変身した強化戦闘形態。各自がバディロイドのデータを利用した強化アーマーを物理的に装着しており、ヘルメットのゴーグル部分にも銀色の縁が追加されている。人間とバディロイドの連携によって強さを発揮する形態であり、バディとの息が合わなかったりバディが変身認証を拒否しているとバイザーを起動してもアーマーが転送されない。
この強化アーマーはMission23でヨーコ・陣が使用したプロテクターの完成形であり、当初はパワー不足が問題視されていたが、スナドケイロイドにニックが取り込まれる様子を見ていたゴリサキがバディロイドのパワーを利用する案を思い付き実用化に至った。物体をデータ化する転送技術の応用で、データ化したバディロイドを吸収しているが、データ化して一体化したバディロイドにはかなりの負荷が掛かるという。
GBカスタムバイザー
Mission33より投入された強化用のパワーアップツール。
分析アイテムとしても使用可能なバイザーモードをモーフィンブレスの側面に装着して、「Are you ready?」の電子音声と共にパートナーのバディロイドをデータ化して取り込み、モーフィンブレス・カスタムバイザーのボタンを同時に押すと両者のグラスが展開し、「Powered custom! It's morphin time!」の電子音声と共に強化アーマーが生成され、「パワードモーフィン!」の発声と共に再度ボタンを押すことでアーマーが装着されて変身完了する。
ライオブラスター
ヒロムがタテガミライオーの操縦席から持ち出した新たなデバイス型バスターギア。持ち運び用のタテガミライオーの操縦桿コクピットモードとしてセットされていたが、取り外して、アタッシュケースライオアタッシュモードに変形させることが可能。さらに光線銃ブラスターモードに変形可能で、トリガー部にあるボタンを押すと必殺モードに移行し、「It's time for buster!」の電子音声と共にエネトロンがチャージされ、トリガーの解放と共に超強力なビームで攻撃する。反動がかなり大きいため、パワードカスタム状態でないと使用出来ない。
戦闘時のタテガミライオーから一時的にではあるが、武器として転送・使用することも可能。またエネトロン消費反応、メタロイド・メガゾード出現の検知や、リュウジの体温上昇、ヨーコのエネルギー残量低下にも感知し、電子音声で通知する。エネトロン異常消費反応時には「エネトロン流出、発見!」、メタロイド出現時には「メタロイド反応、キャーッチ!」、メガゾード転送時には「メガゾード転送、ドドドドドーン!」、ヒロムのフリーズ時は「ヒロム サクラダ、チキン反応マックス!」、リュウジの体温限界時には「クールダウン、ダウーン!」、ヨーコのエネルギー残量低下時には「エナジーチャージ、チャーージ!」の電子音声を発声する。この音声は開発者である葉月博士の肉声を模した電子音声であり、音声の内容にもセリフの中で擬音を多用する博士の特徴が反映されている。
ライオブラスターファイナルバスターモード
ライオブラスターにソウガンブレードを合体させた最強形態。「イッツタイムフォーファイナルバスター！」の電子音声と共に、より強力なビームを発射する。

### 追加戦士の装備品
モーフィンブラスター
陣とJが所持する変身携帯ツール。通常の携帯モードと中央から折り曲げたブラスターモードの2形態をとる。携帯モードは通信やバスターマシンの発進に使用される。
ブラスターモードではグラスを展開してトリガーを引くことで亜空間からバスタースーツが転送され、直後に「レッツモーフィン!」の発声を音声入力することでヘルメットが転送され、ブラスターのグラスがヘルメットに装着されて変身完了する。内蔵する高性能ジェネレーターで生成された破壊力抜群の光線を発射する武器としても使用される。エネルギー光弾を毎秒20発連射することができる。
ブラスターモード時にトリガーを引くことで、「ブーストアップフォーバスター！」の電子音声と共にエネトロンがチャージされ、「カモン！」の発声を音声入力することで、厚さ60センチメートルのコンクリート壁を貫くさらに強力な光弾を発射する。光弾の色はビートバスターが金色、スタッグバスターが水色となっている。
ドライブレード
陣とJが使用するハンドル偽装型ブレード。長剣形態のブレードモードとハンドル形態のドライブモードの2形態をとる。ドライブモードではバスターマシンの操縦に使用される。
ブレードモードでは内蔵する強力なエネトロン増幅機によって、厚さ50センチメートルの鋼鉄も紙のように切り裂くほどの切れ味を発揮する。スイッチを押すことでビートの場合は「イッツタイムフォービートアタック！」、スタッグの場合は「イッツタイムフォースタッグアタック！」の電子音声と共にエネトロンがチャージされ、それぞれのマークの斬撃を繰り出す。また中央のスイッチ（ハンドルにおけるクラクション部分）を押すことで、「ブーストアップフォーバスター！」の電子音声と共にエネトロンがチャージされ、ビートとスタッグの技を同時に発射し、アスタリスク状の合体斬撃を放つ。

### 合体技
ボルカニックビートスラッシュ
レッドバスター パワードカスタムとビートバスターとの合体技。
ボルカニックオールバスターズアタック
エンター・ユナイトとの最終決戦に5人全員で行った技。

### バスターマシン
ゴーバスターズが操縦する、エネトロンを動力源とした巨大マシン。01・02・03の3機は各バディロイドがコクピットの一部となる形で同乗しており、戦闘中もリアルタイムでパートナーへのサポートを行う他、バディロイドがマシンと一体化することで機体前部に機体名の動物を模した頭部が出現したバスタービークル形態・バスターアニマル形態への変形が可能となる。上記の3機はバディロイド単独でも行動が可能だが、変形・合体時にはコクピット右側にあるマルチコンソールパネルからコードを入力する必要があるため、バディロイドのみではバスターアニマル形態への変形が不可能。戦闘の他、救助活動・大型作業にも使用される。頭のアルファベット2文字はモチーフの動物・乗り物の頭文字である。
- 前述のように連動アイテム展開がないことから、ロボットの変形や合体の面白さを追求したい、というオーダーがあり、子供に人気のあるバスやトランスポーターなどの車にバイクが乗り込んでそのまま変形するアイデアもあったが、アニマルメカを絡めることとなり、マシン、アニマル、ロボットの3形態に変形するコンセプトとなった[16]。

CB-01チーター
レッドバスターの専用バスターマシン。単独でメガゾード形態に変形可能。劇中の描写から13年前には既に開発されていた模様。CBは「チーター」と「バギー」である。ビークル・アニマル間の変形コードは「GB1」、ゴーバスターエースへの変形コードは「GB4」。発進口は高架道路に擬装されたビークル形態用、ビルに擬装されたゴーバスターエース用の2箇所が備えられている。
バスタービークルCB-01チーター
高速移動に特化したスーパーカー型のビークル形態。武装は機体側面に内蔵されたバルカン砲の他、ゴーバスターエースのバスターソードとなるリアウイングを突き出し、敵を切り裂くことも可能。
バスターアニマルCB-01チーター
瞬発力・運動性に優れるチーター]型の動物形態。基地格納時には機首がない。武装はビークル時のヘッドライトに搭載されたビーム砲の他、鋭い爪や牙で敵に襲い掛かる。
GT-02ゴリラ
ブルーバスターの専用バスターマシン。最大出力ではCB-01を上回る。変形コードは「GB2」。GTは「ゴリラ」と「トラック」である。発進口はコンテナ集積場に擬装されている。
バスタービークルGT-02ゴリラ
4軸（8輪）トラック型のビークル形態。荷台に災害時に逃げ遅れた一般車両などを格納可能。荷台からはビームを発射可能な他、荷台のヘリポートにRH-03を載せることも可能。
バスターアニマルGT-02ゴリラ
怪力と器用さを兼ね備えたゴリラ型の動物形態。肩の多連装ランチャーから発射されるバナナ型ミサイルは発射後に実（弾頭）と皮に分離し、地面に落ちた皮はメガゾードの足を滑らせることが可能で、連射することでメガゾードを倒すほどの威力を誇る。左右の肩の上に移動したビークル時のタイヤにはさまざまな機能があり、サーチライト・ビーム照射・スピーカーなどとして使用される。
RH-03ラビット
イエローバスターの専用バスターマシン。他2機と比べて格段に小さい分偵察に向く。変形コードは「GB3」。RHは「ラビット」と「ヘリコプター」である。発進口は飛行場の地下に隠されている。
バスタービークルRH-03ラビット
ヘリコプター型のビークル形態。索敵能力に優れ、索敵サイトや超高性能集音マイクなどを備える。バルカン砲・ミサイルを装備する他、胴体下に機材を吊り下げる強化ウインチを備えている。火災時には機体下部から特殊消火剤を散布する。またローターで直接攻撃を行うことも可能である。
バスターアニマルRH-03ラビット
ウサギ型の動物形態。小柄ながら発達した後ろ足による蹴りが強力。耳部のバランスイヤーは付け根から自由に回転し、穴を掘って地中に潜ることも可能。

BC-04ビートル
ビートバスター専用のバスターマシン。単独でメガゾード形態に変形可能。発進コードは「ラジャーBC-04、シフトアップ!」。Jによって亜空間にある格納庫から転送される。BCは「ビートル」と「クレーン」である。ドライブレードをドライブモードに変形させて運転する。
BC-04は元々ゴーバスターズのために開発されていたが、Mission8で設計図をエンターに奪われ、後述のメガゾードδの開発に使われてしまった。
Mission17にてBC-04・SJ-05は元々は陣が設計した物であり、彼によって亜空間で建造されたことが明らかになっている。格納時・発進時はビークル形態のBC-04のクレーン上にビークル形態のSJ-05が乗った状態で合体しており、発進時には通常ビートバスター・スタッグバスターがそれぞれのマシンに搭乗しているが、Mission38ではビートバスターはタテガミライオーを操縦していたため、スタッグバスターがこの形態を単独で操縦していた。
バスタービークルBC-04ビートル
クレーン車型のビークル形態。走行中は常時パトライトを点灯させ、サイレンを鳴らす。20階建てのビルよりも高く伸びる巨大なクレーンを装備し、特殊金属製のワイヤーは耐荷重5,000トンを誇る。クレーンを使用して打撃を加えたり、敵をフックで吊り下げて振り回すなどトリッキーな戦法を取ることが可能。両側面にはキャノン砲を装備している。前述の通り発進時にはクレーンの後部にSJ-05を積載している。
バスターアニマルBC-04ビートル
カブトムシ型の昆虫形態。標的に取り付いてエネトロンを吸引することが可能で、クレーンが変形した角を武器に戦う。
SJ-05スタッグビートル
スタッグバスター専用のバスターマシン。発進コードは「オーケーSJ-05、テイクオフ!」。SJは「スタッグビートル」と「ジェット」である。BC-04と同様にドライブレードをドライブモードに変形させて操縦する。
バスタービークルSJ-05スタッグビートル
ジェット戦闘機型のビークル形態。自在に空中を飛行し、先端部からのレーザー、機体前部のバルカン砲、機体後部のガトリング砲での射撃戦を得意とする。
バスターアニマルSJ-05スタッグビートル
クワガタムシ型の昆虫形態。 BC-04と同様に標的に取り付いてエネトロンを吸引することが可能で、前面に展開したハサミを武器に戦う。

LT-06タテガミライオー
エネルギー管理局に所属していた葉月サブロー博士が独自に研究開発していた新型バスターマシン。発進コードは「タテガミライオー見参!」。LTは「ライオン」と「トライク（三輪バイク）」である。
これまでのマシンとは異なり最初からバディロイド・メガゾードを一体化させたバディゾードと呼ばれるコンセプトを元に設計された。ある程度の自我を持っており無人で戦闘することが可能で、ゴーバスターエースの実力を試すべくゴーバスターズの前に立ちはだかった。その後ヒロムの実力を認めて彼に操縦されるようになる。Mission38ではドームロイド内に閉じ込められたレッドバスターの代わりにビートバスターが手こずりながらも操縦し、それ以降は難なく操縦している。Mission48ではブルーバスターが操縦していた。
バディアニマルLT-06タテガミライオー
ライオン型の動物形態。鋭い牙と爪を武器に猛攻を仕掛ける他、タテガミを回転させることでビームを発射可能。口からは炎を吐く。ゴーバスターエースを背中に乗せて戦うことも可能。
バディビークルLT-06タテガミライオー
トライク型のビークル形態。機動力に優れており、どんな悪路をも突き進んでいく。機体前部のライオランサーガンが武器。
ゴーバスターエース・ゴーバスタービートを騎乗させることが可能。ゴーバスタービートはMission45にて初騎乗。陣曰く「正月だから特別バージョン」。エースが持つライオランサーガンから放つ射撃ライオバーストが得意技。『特命戦隊ゴーバスターズVS海賊戦隊ゴーカイジャー THE MOVIE』ではゴーカイレッドが操縦した。
FS-0Oフロッグ
テレビシリーズに先立ち映画で初登場した、陣が開発した初期型バスターマシン。

スペック
| バスタービークル/バディビークル | バスタービークル/バディビークル | バスタービークル/バディビークル | バスタービークル/バディビークル           | バスタービークル/バディビークル | バスタービークル/バディビークル | バスタービークル/バディビークル |
| 名称                            | 全長                            | 全高                            | 全幅                                      | 重量                            | スピード                        | 出力                            |
| ------------------------------- | ------------------------------- | ------------------------------- | ----------------------------------------- | ------------------------------- | ------------------------------- | ------------------------------- |
| CB-01チーター                   | 45 m[58][59]                    | 12.8 m[58][59]                  | 19.2 m[58][59]                            | 1,300 t[58][59]                 | 350 km/h[58][59]                | 500万馬力[58][59]               |
| CB-01チーター（ニック未搭乗時） | 38.7 m[58][59]                  | 12.8 m[58][59]                  | 19.2 m[58][59]                            | 1,282 t[58][59]                 | 330 km/h[58][59]                | 493万馬力[58][59]               |
| GT-02ゴリラ                     | 40 m[58][59]                    | 18.7 m[58][59]                  | 16 m[58][59]                              | 1,600 t[58][59]                 | 280 km/h[58][59]                | 600万馬力[58][59]               |
| GT-02ゴリラ（ゴリサキ未搭乗時） | 36.3 m[58][59]                  | 18.7 m[58][59]                  | 16 m[58][59]                              | 1,582 t[58][59]                 | 250 km/h[58][59]                | 593万馬力[58][59]               |
| RH-03ラビット                   | 29 m[60][59]                    | 17.4 m[60][59]                  | - 22.8 m[60][59] - ローター幅：46.3 m[60] | 800 t[60][59]                   | 350 km/h[60][59]                | 300万馬力[60][59]               |
| RH-03ラビット（ウサダ未搭乗時） | 27 m[60][59]                    | 17.4 m[60][59]                  | - 22.8 m[60][59] - ローター幅：46.3 m[60] | 782 t[60][59]                   | 350 km/h[60][59]                | 293万馬力[60][59]               |
| BC-04ビートル                   | 57.7 m[61][59]                  | 18.7 m[61][59]                  | 19 m[61][59]                              | 1,600 t[61][59]                 | 250 km/h[61][59]                | 600万馬力[61][59]               |
| SJ-05スタッグビートル           | 37 m[61][59]                    | 7 m[61][59]                     | 29.7 m[61][59]                            | 800 t[61][59]                   | マッハ1[61][59]                 | 300万馬力[61][59]               |
| LT-06タテガミライオー           | 75.3 m[61][59]                  | 30 m[61][59]                    | 31 m[61][59]                              | 2,400 t[61][59]                 | 500 km/h[61][59]                | 900万馬力[61][59]               |
| FS-0Oフロッグ                   | 28.7 m[60][59]                  | 27.6 m[60][59]                  | 29.0 m[60][59]                            | 600 t[60][59]                   | 100 kt[60][59]                  | 200万馬力[60][59]               |
| バスターアニマル/バディアニマル |                                 |                                 |                                           |                                 |                                 |                                 |
| 名称                            | 全高                            | 全幅                            | 全長                                      | 重量                            | スピード                        | 出力                            |
| CB-01チーター                   | 61.3 m[60][59]                  | 23.3 m[60][59]                  | 17.4 m[60][59]                            | 1,300 t[60][59]                 | 300 km/h[60][59]                | 500万馬力[60][59]               |
| GT-02ゴリラ                     | 27.1 m[60][59]                  | 25 m[60][59]                    | 32 m[60][59]                              | 1,600 t[60][59]                 | 250 km/h[60][59]                | 600万馬力[60][59]               |
| RH-03ラビット                   | 28.7 m[60][59]                  | 21.1 m[60][59]                  | 17.3 m[60][59]                            | 800 t[60][59]                   | 300 km/h[60][59]                | 300万馬力[60][59]               |
| BC-04ビートル                   | 63.4 m[62][59]                  | 24.2 m[62][59]                  | 26.6 m[62][59]                            | 1,600 t[62][59]                 | 950 km/h[62][59]                | 600万馬力[62][59]               |
| SJ-05スタッグビートル           | 41.8 m[62][59]                  | 12 m[62][59]                    | 25.5 m[62][59]                            | 800 t[62][59]                   | 900 km/h[62][59]                | 300万馬力[62][59]               |
| LT-06タテガミライオー           | 86.7 m[62][59]                  | 39 m[62][59]                    | 31 m[62][59]                              | 2,400 t[62][59]                 | 450 km/h[62][59]                | 900万馬力[62][59]               |
| FS-0Oフロッグ                   | 23.5 m[60][59]                  | 29 m[60][59]                    | 25.7 m[60][59]                            | 600 t[60][59]                   | 250 km/h[60][59]                | 200万馬力[60][59]               |

### メガゾード/バディゾード
エネルギー管理局特命部が独自に開発したメガゾードで、ヴァグラスのように現実世界にデータを転送して侵略を行うのではなく、バスターマシンと自律型アンドロイドのバディロイドが一体化し、バスターアニマル同士が合体することで巨大ロボとなる。
ゴーバスターエース
CB-01チーターが変形するメガゾード形態。武装はビークル時のリアウイング（アニマル時は尻尾）が分離変形したブレードバスターソードと両肩のミサイル。バスターソードは本部格納庫に予備が複数あり、必要に応じて瞬時に手元に転送される。バーニアによって低空飛行・高速移動が可能。戦闘力に優れており、単機でメガゾードと戦うことが可能なため、合体しないで戦うことが多い。
最終決戦ではレッドバスターの閃きによって全エネルギーを両足に集中させることで、レッドバスターと同様の高速移動が可能になった。
必殺技はブレスのスイッチを押すことで、「It's time for buster!」の電子音声と共にエネトロンがヒロムの両腕から操縦桿を通してチャージされ、バスターソードで敵メガゾードを一刀両断するレゾリューションスラッシュ。また、アニマル形態のGT-02がエースを投げ飛ばした勢いで斬撃を放つジャンプ斬りも用いる。
ゴーバスターエースは50人もの整備員の手で整備がされている。ヒロムや他の隊員からは「エース」と略して呼ばれる。
本形態ではニックが合体しなくても胸の顔が出現したままとなっている。Misson44ではニックが単独で操縦可能なように要望し、改良した。
『特命戦隊ゴーバスターズVS海賊戦隊ゴーカイジャー THE MOVIE』ではゲキトージャキーでゲキトージャに、フラッシュキングキーでフラッシュキングに、龍星王キーで気伝武人形態の龍星王に姿を変えた。
- 過去に何度もやってきた三段変形との差別化として、普段はあまり使用されないボールジョイントパーツを入れてバスターソードを握ったまま変形することとなった。
- 撮影用スーツは、特撮監督の佛田洋の要望により従来のロボットよりも動きやすいものとなったが、それでも走ることはできず、走るシーンでは足のパーツを外した状態でバストアップのみで撮影している。

ゴーバスターエース スタッグカスタム
エースの両腕と背中に05が特命合体した巨大メガゾード形態。陣曰く「とっておきの合体」、J曰く「俺の合体2」。バスターヘラクレス時の武器を使用して空中を飛行可能。Mission44にも登場した。
Mission26でケシゴムゾードによってゴーバスターオー・バスターヘラクレスの合体プログラムが消された際に、オペレーターがマニュアル操作でゴーバスターオーを合体させるための計算を行う時間稼ぎとして使用された。
必殺技はブレスのスイッチを押して「It's time for buster!」の電子音声と共にスタッグシールドにエネトロンを収束し、急降下して敵メガゾードを斬り裂くエースタッグスラッシュ。

ゴーバスタービート
BC-04ビートルが変形するメガゾード形態。武装は両脛に装備されるビートキャノン、アニマル形態時の後脚が分離変形した二本のブレードビートソード。角（クレーン）が変形した腕は大きく伸ばすことが可能で、強力なパンチを放つほか電撃も発生できる。
必殺技は腕を敵に伸ばした状態でその腕をカタパルトとしてビークル形態のSJ-05を突進させるビートカタパルトアタック、ビートキャノンを最大出力で発射するビートキャノンバースト、二刀流で敵を斬り裂くビートトゥーソードクロス。Mission.24ではエースが乗った05をビートカタパルトアタックで発射し敵を斬りつけるエースカタパルトアタックを用いた。
タテガミライオー
LT-06タテガミライオーが変形するバディゾード形態。槍と銃に変形可能な武器ライオランサーガン、ビームも発射可能な盾タテガミシールドを装備する。必殺技はライオンサーガンにエネルギーをチャージして敵を切り裂くライオインパクト。
- 本作品の玩具では初となる発光と音声ギミックを内蔵している。

スペック
| 名称                                | 全高            | 全幅           | 胸厚           | 重量             | スピード         | 出力              |
| ----------------------------------- | --------------- | -------------- | -------------- | ---------------- | ---------------- | ----------------- |
| ゴーバスターエース                  | 38 m[出典 26]   | 30 m[66][67]   | 14 m[66][67]   | 1,300 t[出典 26] | 330 km/h[66][67] | 500万馬力[66][67] |
| ゴーバスターエース スタッグカスタム | 38 m[出典 26]   | 30 m[66][67]   | 14 m[66][67]   | 2,100 t[出典 26] | 340 km/h[66][67] | 800万馬力[66][67] |
| ゴーバスタービート                  | 41.3 m[出典 27] | 23 m[70][71]   | 10.4 m[70][71] | 1,600 t[出典 27] | 280 km/h[70][71] | 600万馬力[70][71] |
| LT-06タテガミライオー               | 53 m[出典 28]   | 20.4 m[72][73] | 23.7 m[72][73] | 2,400 t[出典 28] | 350 km/h[72][73] | 900万馬力[72][73] |

### 巨大メガゾード形態
ゴーバスターオー
コンバインオペレーションを発動後、エースを中心に02・03の3機のバスターマシンが合体コード「GB5」で特命合体した巨大メガゾード形態（ロボ）。合体後の掛け声は「ゴーバスターオー、レディーゴー!」。ゴーバスターエースを中心に02・03が複数の強化パーツに分離して装着され完成する。合体時はエースを囲むように浮遊する02・03のパーツがシールドを展開し、敵メガゾードの攻撃から無防備なエースを守る。通常は合体コードを入力すれば自動的に合体するが、Mission26のような緊急の場合にはオペレーターの指示による手動での合体も可能。
エースのバスターソードと03のブースター部分が合体した大剣ブーストバスターソードを武器とし、左腕に装着したラビットの回転翼の間に扇形の電磁バリヤーを発生させることも可能。しかしパワーの代償としてエネトロンを大量に消費するため戦闘可能時間が短く、加えて必殺攻撃に積載エネトロンの大半を要するコンセプトであるため、事前に合体してから出動する余地はないとされる。合体の際にコクピットは全員頭部に移動するが、1つのコクピットへ集合することはなく、各コクピットは分離したままとなっている。
必殺技は02のタイヤが変形した両足と腹部のライトから発生する疑似亜空間フィールドに敵メガゾードを拘束し、ブレスのスイッチを押して「It's time for buster!」の電子音声と共にエネトロンがチャージされたブーストバスターソードで敵メガゾードを斬り裂くディメンションクラッシュ、敵メガゾードを疑似亜空間にホールドすることを放棄し全エネトロンを左足に集中させ、空中高くから跳び蹴りを叩き込むエクスプロージョンキック。ディメンションクラッシュは疑似亜空間フィールドの効果によって地中などのこちらが満足に攻撃不可能な場所にいる敵メガゾードに対してもピンポイントでダメージを与えることが可能。その威力は個々のバスターマシンが持つ攻撃手段のそれを大きく凌駕しており、メガゾードδに初めて破られるまで全ての戦闘においてほぼ一撃のもとに撃破していた。ただし大半のエネトロンを消費するため、これを破られるとその後の戦闘が困難になってしまうという弱点も抱えている。エクスプロージョンキックはディメンションクラッシュの通じないメガゾードδに対してニックによる考案で編み出された。
『スーパーヒーロー大戦』にて、仮面ライダーフォーゼの持つアストロスイッチの力を借りたロケットゴーバスターオー・ロケットドリルゴーバスターオーといった形態が登場した。詳細は仮面ライダー×スーパー戦隊 スーパーヒーロー大戦#装備・戦力を参照。
バスターヘラクレス
04と05の2機のバスターマシンが合体コード「GB7」で特命合体した巨大メガゾード形態。ゴーバスタービートの胸部と両手足に05のパーツが装着され、ビートの顔が展開している。J単独での合体・操縦も可能。Mission43ではビートバスターが途中でタテガミライオーに乗り換えたため、スタッグバスターが1人で操縦している。
装備はビートと同様のビートキャノンに加え胸部のガトリングバズーカ、右腕に持つ05のビークル時の機首が変形したスタッグランチャーにバスターアニマル時の頭部が変形した攻撃にも使用可能な盾スタッグシールドと、ゴーバスターオーに比べ火力面に特化している。
必殺技はこれら全装備の砲門から一斉射撃を放つヘラクレスクライシス。
『特命戦隊ゴーバスターズVS海賊戦隊ゴーカイジャー THE MOVIE』ではマジキングキーを使用してマジキングに変身した。なおこのとき搭乗していた陣は「なんか、落ち着くなぁ...これ」と初めてなのに妙になじんだ感覚を得ていた。テレビシリーズでも、ビークル搭乗時に「マジで決めるぜ！」とたびたび発言している。
グレートゴーバスター
コンバインオペレーションを発動後、CB-01からSJ-05の5体が特命合体した巨大メガゾード形態。単なる武装強化ではなく、03までのバスターマシンでは困難とされる亜空間戦闘に対応するための特別なフォーメーションで、陣がチューンナッププログラムを設定した。野戦合体は行わずに基地内で全機合体を済ませて出撃する。ただしMission44では戦闘中だったためレッド抜きで野戦合体を行っている他、Final Missionでも野戦合体を行なっており、詳細な合体シーンは描かれなかった。メインコントロールを担うレッドバスターへの負担が大きいため、ゴーバスターオー以上に短期決戦を目指す必要がある。後にオーバーライドシステムと呼ばれる機能が搭載され、亜空間を一時的に消滅させて戦うことも可能となった。
バスターヘラクレスも使用するスタッグランチャー、ブーストバスターソードとビートのクレーンにゴーバスターオーのフェイスパーツが合体した大槍バスターランスを武器とし、遠近両方に高い戦闘能力を誇る。胸部からはビームも発射可能。また巨体ながら足裏のブースターで上空へ浮上も可能で、Mission22ではこれを利用した落下圧殺攻撃も披露した。
必殺技はブレスのスイッチを押して「It's time for buster!」の電子音声と共にバスターランスにエネトロンを収束し、ドリルのように渦巻くエネトロンを纏ったバスターランスで敵を貫く、またはすれ違いざまに斬り裂くデモリションスラスト。
ゴーバスターライオー
コンバインオペレーションを発動し、「ゴーバスターライオー ガンガンガギーン!」の電子音声の後、タテガミライオーを中心に02・03の3機のバスターマシンが合体コード「GB5」で特命合体した巨大メガゾード形態。機動性に優れている。基本的には初期メンバー3人で操縦を行うが、エースとの連携を行う場合はブルー・イエローのみで操縦する他、Mission44では短時間だったがヒロムたちが生身の状態で操縦し、メサイア・リブートにとどめを刺している。
武器はゴーバスターオーと同様のブーストバスターソードとラビットのローターによるシールドであるが、タテガミライオーが核となったことでワイルドな格闘スタイルとなり、δタイプのメガゾードを簡単に撃破するなどのパワーアップを果たしている。
必殺技は「Lock lock lock on!」の電子音声と共に敵メガゾードをロックオンし、「It's time for buster!」の電子音声と共に胸部に取り付けられたタテガミシールドの口からエネルギー波を放つイグニッショントルネード。メサイア・リブート戦ではブーストバスターソードを使用し初期メンバー・ニック・ゴリサキ・ウサダのワクチンプログラムを送り込む技を披露している。
『特命戦隊ゴーバスターズVS海賊戦隊ゴーカイジャー THE MOVIE』ではガオキングキーを使用してガオキングに変身した他、ガオケンタウロスにも変身した。
ゴーバスターキング
コンバインオペレーションを発動し、「ゴーバスターキング ガンガンガギーン!」の電子音声の後、GT-02からLT-06の5体が特命合体した巨大メガゾード形態。同じ5機合体のグレートゴーバスターと異なり野戦合体を行う。
パワーと重量感に特化している分、スピードは低い。武器はグレートゴーバスターと同様のバスターランスと左手に装備したスタッグランチャー、05のハサミを分離させたブレードで、ブレードによるX字斬りのツインブレードスラッシュが得意技。胸のタテガミシールドからたてがみを回転させることで竜巻を起こして敵を攻撃するライオハリケーンも使用可能。
必殺技はバスターランスにエネトロンを収束し、敵メガゾードを三連続で斬り裂くエミッションブレイク。
初登場時はメガゾードの他、巨大なメタロイドとの戦闘・レッドバスター抜きでの合体と、それまでになかったデビュー戦を行った。Mission44ではレッドバスターがライオーを操縦したままで合体し、ニックも搭乗した他、短時間だったがJ以外の4人がバスタースーツ未装着の状態で操縦しているが、これはメサイア・リブートの猛攻によって変身が解除したからである。
ゴーバスターケロオー
テレビシリーズに先立ち映画で初登場。コンバインオペレーションを発動後、エースを中心に02・0Oの3機のバスターマシンが特命合体した巨大メガゾード形態。

スペック
| 名称                 | 全高            | 全幅           | 胸厚           | 重量             | スピード                                                | 出力                |
| -------------------- | --------------- | -------------- | -------------- | ---------------- | ------------------------------------------------------- | ------------------- |
| ゴーバスターオー     | 53.5 m[出典 36] | 46.3 m[70][67] | 22.3 m[70][67] | 3,700 t[出典 36] | 300 km/h[70][67]                                        | 1,400万馬力[70][67] |
| バスターヘラクレス   | 41.3 m[出典 37] | 23 m[72][71]   | 21 m[72][71]   | 2,400 t[出典 37] | 350 km/h[72][71]                                        | 900万馬力[72][71]   |
| グレートゴーバスター | 60.5 m[出典 37] | 46.3 m[72][71] | 30 m[72][71]   | 6,100 t[出典 37] | 400 km/h[72][71]                                        | 2,300万馬力[72][71] |
| ゴーバスターケロオー | 52 m[出典 38]   | 28.8 m[70][71] | 26 m[70][71]   | 3,500 t[出典 38] | - 330 km/h[70][71] - 水上スキー状態時：500 km/h[70][71] | 1,300万馬力[70][71] |
| ゴーバスターライオー | 65.8 m[出典 39] | 49.6 m[75][73] | 46.6 m[75][73] | 4,800 t[出典 39] | 500 km/h[75][73]                                        | 1,800万馬力[75][73] |
| ゴーバスターキング   | 82.6 m[出典 39] | 50.1 m[75][73] | 56.3 m[75][73] | 7,200 t[出典 39] | 650 km/h[75][73]                                        | 2,700万馬力[75][73] |

## ヴァグラス
メサイアを首領とする悪意を持ったコンピューターによる組織。亜空間の先に漂う、荒廃し変わり果てた旧・転送研究センターを拠点としている。機械が支配する世界を創るため、人間世界の侵略と支配を目論む。「ヴァグラス」とは、あくまで人間側によってつけられた通称である。
- マークはバグラーの胸部に描かれていたものを篠原がクリンナップしたものとなっている[77]。
- 前作『ゴーカイジャー』で一応シリーズに一区切りを付け、総ざらいのような感じであったため、その直後であったことから、これまでの枠組みやフォーマットを再度再構築している[77]。

### メサイア
13年前、謎のコンピュータウイルスの感染により突然変異を起こし、邪悪な自我を得た転送研究センターのメインコンピューター。
転送研究センターもろとも亜空間へ転送されたが、ヴァグラスの首領として再び現実世界への侵略を開始する。
人間の頭蓋骨（髑髏）を思わせる外見はイメージ体でしかなく、本体はセンターのコンピュータールームに設置されている。あらゆる無機物に自我を持つ生命を与える能力を持ち、メタウイルスもその能力の一部である。
短気で気性が荒く、一刻も早く現実世界に戻りたいという渇望からしばしば暴走しかかり、その都度エンターに嗜められている。また、侵略と支配の野望に加え、人間の苦しむ姿に快楽を見出しており、時にはエネトロン強奪よりも人間への虐待行為を優先した作戦を命じることもある。後にエンターが行った作戦を境に快楽嗜好が一層高まり、エスケイプを誕生させる一因ともなる。
エンターに生体プログラム研究所のデータをインストールされたことで進化が加速し、本格的な侵攻に乗り出すために自らが生命体になろうとする。最終的には自身の力を転換することで地球全土の物体と融合し、最凶最大の肉体を得ようと画策したが、亜空間に現れたゴーバスターズに圧倒され、ゴーバスターエースに撃破されたメガゾードεの爆発によって本体を破壊されたことで消滅する。しかし、そのデータの一部はエンターにより13枚のメサイアカードとして密かにバックアップデータとして保存され、メサイアロイドが生み出されることになる。

メサイアセル
Mission28にてメサイアが無数の無機物を生きた細胞と融合し、有機的な肉体を手に入れた姿。メサイア本体と意識を共有した分身体で、その頭部はイメージ体の髑髏を模した形状をしている。
吸収した無機物を肉体の一部にする能力を持ち、無限に増殖することができる。これにより肉体の欠如部分の修復やバスターギアですら融合して使用不可にすることが可能。戦闘力も高く全身から衝撃波を放ち、これまでの既存のメタロイド製造データからメタロイドを生成・復元することも可能。ただし、本体と意識を共有しているため、本体がダメージを負うと自身も同じくダメージを負うという弱点を持つ。
- デザインは篠原保が担当した。メサイアのデータが実体化したという解釈であるが、体を未完成なデータ部分といかにも強くて硬そうな部分に分け、三角形のプレートをその間に挟み込む構成にしてどこか不完全であるようにしている。ドクロのような印象がメサイアにあったため、骸骨風の顔にしている。

メサイア・リブート
Mission44でメガゾードζを核に、周囲一帯の建物や自らが呼び寄せた複数のメガゾードなど、あらゆる無機物と融合を繰り返し、再起動を果たした姿。
その姿はかつてメサイアが亜空間にて転送研究センターをベースに創りだそうとしたボディデータを元にしており、ゴーバスターキングを遥かに凌ぐとてつもない巨体を有している。出現当初は頭部がバイザーで覆われていたが、変形によりツインアイを持つ素顔を露出させた。武器は左手から放つ強力な電撃と右腕のドリルクロー、そして全身から放つ衝撃波などだが、何よりその巨大な体とそれに基づく強固な装甲により要塞の如き戦闘力を誇る。
最後はゴーバスターライオーのブーストバスターソードで胸を突かれ、さらに初期メンバー3人と3体のバディロイドのワクチンプログラムを収束させた決死のイグニッショントルネードを注ぎ込まれたことで爆散し、メサイアの人格も完全消滅する。
- デザインは森木靖泰が担当した。メサイアの最終形態であることから、エネトロンタンクを右腕に付けて、ラスボス感を全開にしている。当初は汚しがない綺麗な状態であったが、後に汚しを入れて塗り直している。

### アバター
エンター
現実世界から隔離されたメサイアが生み出したアバター。設定では、複数が社会に潜伏している。若い男性の容姿をもつ。
一定量のエネトロンを確保したヴァグラスが本格的に活動を始めるために送り込まれる。あくまで現実世界に投影される存在となっているため、バックアップが倒されない限り、瞬時に何度でも復活する。通常は人間の姿で社会に暗躍し、亜空間にいるメサイアを人間界に出現させるために必要なエネトロンの奪取を狙う。専用のノートパソコン型端末を所持しており、ディスプレイ横のスロットにメタウイルスカードを読み込ませ、無機物にウイルスプログラムをインストールすることで、メタロイドの作成とデータの転送を行う。
陣と同様にアバターであるため耐久力は低く、当初はメタロイドの誤射で容易く破壊される程度のものだったが、反面、本体が無傷である限り何度でも転送されて再生する。戦闘では指を金属質の触手に変質させて自在に操ることで、相手を撹乱する戦法を得意とするほか、袖口に隠し持ったブレードを使うこともある。
極めて知略に長けており、メタロイドやメガゾードを主目的にではなく、ブラフや時間稼ぎに用いる作戦を好む。序盤戦では毎回のようにエネトロン強奪を成功させた他、基地格納庫を自爆に追い込んだり、BC-04の設計図と必要素材を立て続けに奪うなど、目覚ましい活躍を見せる。怜悧な合理主義者で、人間相手でも約束事を守るほど律儀だが、やや気取った言い回しや芝居がかった振る舞いを好む。常に慇懃な丁寧語で話し、たびたび「サバ？」「トレビアン」などフランス語を織り交ぜる。必要に応じてさまざまな服装に変化でき、時にコケティッシュな装いでも登場する。主であるメサイアをマジェスティ（＝陛下）と敬っているが、自身の合理的提案にほとんど耳を貸さない理不尽さに辟易した顔を覗かせることもある。他にも、ゴーバスターズの抵抗に強い怒りを露わにするなど、稀に人間臭い一面も見せる。また、自身と相性の悪いエスケイプの窮地を救ったり、敵対する陣に対して同情を見せるなど、アバターに対して一種の同胞意識のようなものを持っていることを窺わせる。特に自身と誕生経緯を同じくするエスケイプについては、その反抗的態度にたびたび計画を狂わされながら、逆に愛着さえ抱くようになっていった。そのため終盤では、自身に従順になりすぎた彼女を逆に許せず、衝動的に殺害したり、再生成前の人格を取り戻させようと模索したりするまでになる。エンター自身もこの理由を明瞭には理解できておらず、「エスケイプが集めたアムール（愛）のデータの影響」と自己分析している。
メサイア消滅後、一時は消息不明となっていたが、ほどなくメサイアのバックアップデータを保存したメサイアカードを携えて再襲来。それらから生み出したメサイアロイドの自発的に進化しようとする性質を利用し、新たなメサイアの誕生を画策する。さらにメサイアカードの1枚「04」を自身にインストールしたことで、後述のユナイトへと進化。その力でエスケイプを屈服させ、暫定的にヴァグラスの意思決定を司る最高権力を持つに至る。以前は障害や嗜虐対象としか考えていなかった人間に対し、合理を超えた底力を見せる存在として興味を抱くようになり、拡散させたメサイアカードに「進化に際して人間のデータを集める」という方向付けを施す。中でも、自らを破ったヒロムの力には個人的にも強い興味を示すようになり、相手の感情を喚起するため、以降の戦いを合理的侵略ではなく「この世界を賞品にしたゲーム」と称して余興のように楽しむようになる。しかし、手段を選ばぬやり方が予想を超えた早さで人間的感情を得ていたエスケイプの怒りに触れ、ついには裏切りに遭い、彼女の操るメガゾードに握りつぶされる。
しかし、自身のバックアップデータを内包した特別なメサイアカード「13」をヒロムの体内に注入するという大胆な策を事前に講じていたことにより付近の無機物を触媒に再生できる能力を得ていたため、メサイア・リブートの消滅後に再び復活を遂げる。その際に、陣の欠損データを含むメサイアカード「07」をも取り込み、それまでに集めた人間のデータと合わせることで、メサイアですら融合し得なかった有機物にメタウイルスを流す力までも獲得。メタロイドのみならずエスケイプすらも従順な下僕として再生成させることが可能となる。これらの力により名実ともにヴァグラスの頂点に君臨し、自らを「新たなメサイア」と豪語。やがては人間のデータを収集・統合して本物の人間とすら融合し、より完璧な存在、人間を上回る完全なる人間になろうと目論むようになる。
最終的にその圧倒的な融合能力によって、街中のエネトロンタンクを一気に繭のようなドームに作り変え、そこを基点に人間を含む世界全てを融合しようと企て、さらには全バスターマシンの能力への対処策をもつメガゾードωを繰り出し、ゴーバスターズのみならず全世界を窮地に陥れたものの、自らの肉体を消滅させた陣の自己犠牲に打たれたヒロムの機転によってメガゾードωも撃破されてしまう。
- メインライターの小林は、エンターのキャラクター造形には気を使い注力したと述べている。
- 44話以降のストレートの髪型は陳内自身が提案したもので、一切飾りがない状態のシンプルな髪形にすることで中に秘めた強さや狂気を色濃く出せるものとなった。

エンター・ユナイト
Mission40から登場。メサイアカード「04」と「07」を取り込んだエンターが進化した戦闘形態。
細身の剣とマントを帯びた中世の剣士風のいでたちで、顔も完全に装甲で覆われるが、通常時のゴーグルの意匠がところどころに残っている。
レッドバスターパワードカスタムのボルカニックアタックを弾き返すなど、パワードモーフィンしたゴーバスターズを圧倒。他にもメタロイドと融合したメサイアカードを破損なしで切り離すなど、超越的な力を持つ。さらに体内のメサイアカードの力によって傷を瞬時に回復できる。
後にメサイアカード「13」をヒロムに埋め込んだことで、倒されてもヒロムのデータを取り込んで強化復元されるようになる。必然的に能力はレッドバスターのものに近づいてゆき、遂には本人の超高速移動能力やボルカニックアタックまでもコピーできるようになり、最終的にダークバスターに変身できるようになる。
単身で一騎討ちを挑み互角以上に渡り合うが、最後は5人のボルカニックオールバスターズアタックの前に敗れ、削除される。
- デザインは出渕裕が担当した。エンターがデジタルな存在であったことから、あまりロボットのような感じにはせず、カッコいい騎士のようなイメージにしている。エンターのアイデンティティである額のゴーグルを変身後にも付けることで、エンターということが分かる一つのアイコンとしている。エンターの衣裳にもあったケープのような首回りも残滓のように残している。『機動戦士ガンダム』のシャア・アズナブルのように仮面の騎士風に落とし込んでいる。アクション時に広がって見えるように、がっちりとしたマントではなく肩マントにしている。『仮面ライダーアギト』のクロウロードのようにチェーンを弁髪に見立てて付けている。

ダークバスター
Mission49、Final Missionに登場。エンターが、メサイアカード「13」により得たヒロムのデータを使い、変身した姿。
レッドバスターのパワードカスタム形態に酷似しているが、オリジナルに比べてシルエットが鋭角的で禍々しく、スーツカラーも沈んだダークレッドである。また、トランスポッドやベルトにあるべきゴーバスターズのエンブレムが、ヴァグラスのものに置き換わっている。ユナイト形態とは異なり、通常時と同じブレードを武器とするが、剣捌きはレッドバスターのそれと酷似したものになる。
バックアップがヒロムと融合しているため、削除・再生を繰り返すたびにレッドバスターの最新データを基にして能力が更新され、ついにはバスタースーツの装着能力までもコピーすることで、ダークバスターへの変身能力まで獲得する。
パワードカスタム形態の初期メンバーを含む5人全員を同時に相手にできるほどの高い戦闘力に加え、ヒロムから得た「不屈の闘志」のデータによりゴーバスターズの必殺技の数々にも耐え切る高い耐久性を併せ持つ。さらにはヒロムの記憶をもとにすることでレッドバスター以外の能力さえも模倣して使用可能。
だが、切り札として奪ったはずのカード「07」を決死の覚悟の陣に逆利用され、土壇場で「13」のカードがヒロムから分離、破壊されてしまう。それによりバックアップとダークバスターへの変身能力を一挙に喪失する。
『キョウリュウジャーVSゴーバスターズ』では、エンター・ユナイトから変身。キョウリュウジャー5人を圧倒する。
- デザインは森木靖泰が担当した。悪のレッドバスターというオーダーで、当初は普通に赤であったが、臙脂色や濃い赤のように少しくすませた感じに塗り直している。全体的にメカメカしい感じのディテールにし、普段エンターが着けているゴーグルから拾ったディテールをマスクのシールド部分の左側に入れている。

エスケイプ
Mission22から登場。メサイアが作り出した新たなアバター。若い女性の容姿をもつ。エンターからは「マドモワゼル」と呼ばれる。
エンターとは異なり、侵略の進展よりもメサイアを「満足させる」（＝人間を苦しめる）ことを主眼に行動している。
専用のタブレット型端末を所持し、メタロイド作成の際はタッチパネル上のカードをスライドさせウイルスプログラムをインストールする。戦闘の際は、多様な能力を持つ二丁拳銃・ゴクとマゴクを駆使して闘う。名前は研究センター内の部屋にあった、ヒロムの母親が大切にしていた犬の置物の名前から取られており、桜田リカが挿絵を描いた絵本『にわとりロックと空飛ぶ船』にも同名の犬が登場している。
性格はエンターより享楽的かつ好戦的で、「強い者」を「いいモノ」と考える概念を持っている。当初はゴーバスターズを軽く見ていたが、彼らの底知れぬ強さに考えを改めている。特に最も軽く見ていたリュウジには、熱暴走を起こした彼との戦いから強い拘りを持つようになる。メサイアのことを「パパ・メサイア」と呼び慕うほど忠誠心が強く、時には身を呈してでも守ろうとするなど、メサイアのために尽力する。逆にメサイアの態度に不満を持つエンターとは相性が悪い。
後にエンターがメサイアカードをばら撒くと彼を咎めるが、彼の体内に取り込まれたカードにより反抗できず、行動を制限されることになる。それでもエンター1人にメサイアの成長を任せられないと、独断でゴーバスターズに勝負を挑む。しかし、新たな力を得た彼らには歯が立たず、エンターやゴーバスターズを超えるべく、リスクを承知の上で自らに新たなデータをインストールし、後述のエボルブへの進化を果たす。
後に度重なる彼への不信感と鬱憤に加え、彼の真意がメサイアを復活させることが直接の目的ではなかったことを知ると遂に決別。メタロイドからエンターが回収した2枚のメサイアカードを奪いメガゾードζに吸収した後、エンターを怒りのまま握りつぶす。しかし、メサイアにとっては彼女も単なるデータでしかなく、メサイアの完全復活と共にデータの一部として吸収された。
Mission46からは「新たなメサイア」となったエンターにより花を触媒に復元された個体が登場。以前の記憶は完全に失われており、ただ純粋に「いいモノ」と戦うことだけを求めている。また、エンターのことを「パパ（エンター）」と呼ぶようになり、盲目的で従順な態度を見せる。何度倒されてもエンターの手によって再生されるが、バックアップデータが古く再生されるたびに記憶がリセットされるため毎回ゴーバスターズに自己紹介していた。最終的には度重なる再生とリセットによりバックアップデータに欠陥が生じたことで、それまで慕っていた筈のエンターにも「いいモノ」と牙を向けるなど「データの残骸」と呼ばれるまでに人格が破綻し、エンターからも見放される。彼の一言で自身が目指す「いいモノ」になろうと暴走し始め、夜な夜な彷徨してはさまざまな生物と融合を重ねて行き、最後には両腕をそれぞれ「ゴク」と「マゴク」と呼ぶなど錯乱状態に陥ってしまう。
- 小林は、エスケイプのメサイアに対する愛情は、正義側ではブレーキがかかってしまうものであるため、悪役だからこそ描けるものであったと述べている。
- ゴクとマゴクのデザインは森木靖泰が担当した。犬モチーフの弾丸のようなアクセサリーをグリップ部分に付けている。
- 女性のレギュラーであるヨーコやミホとの差別化から、高笑いを多くしていた。序盤は前にアゴを突き出して見下す感じにしていたが、第46話以降はアゴを引いて首を傾けるようにしている。

エスケイプ・エボルブ
Mission37から登場。エスケイプがエンターやゴーバスターズを超えるべく自らの体に新たなデータをインストールし、進化を遂げた姿。
ゴクとマゴクの下部の鎖部分を鞭のように使う能力が追加され、戦闘能力もパワードモーフィンしたゴーバスターズと互角以上に渡り合うほどに上昇している。しかし、進化により存在そのものが不安定になるリスクを負っており、長くこの姿ではいられない。
- テレビ朝日公式サイトのMission37では、ロイド形態とも呼ばれている。
- デザインは篠原保が担当した。額のサングラスなどはメタロイドのように眼が四つあり、エンター・ユナイトのデザインにすり合わせている。

エスケイプ・エボルブ（花融合態）
Mission46から登場。エンターにより復元されたエスケイプが有機物と融合することで、新たな進化を遂げた姿。
髪に挿した花と融合し、両腕に無数の花を咲かせ、左腕の巨大な花弁状の装備から猛火を放つことができるように進化し、この攻撃でブルーバスターを強制的な熱暴走に追い込む。
- デザインは篠原保が担当した。元の姿に戻れるように、シルエットに差異が感じられるように頭部と両腕のみが変化するものとなった。正常なパワーアップ感が出るように、全体の色調を整え、花や植物をメカっぽい質感でまとめてキレイな印象にしている。左腕の展開ギミックが別に描かれた。

エスケイプ・エボルブ（獣融合態）
バックアップの欠陥によりエンターに見放されたエスケイプが、暴走によりさまざまな生物との融合を重ね、犬やカラスなどの要素が混じり合った歪な姿へと進化を果たす。
レッドを除くゴーバスターズと交戦し、4人の一斉射撃を受けるが、それによりさらに暴走し、エスケイプζに変貌する。
- デザインは篠原保が担当した。見るも無残というか、おぞましいほど醜く変貌した暴走状態のイメージで、脈絡なく様々な生物のパーツが表出している。肩口のみをシンメトリにしていじらないボディ部分との整合性を図っているが、残りの部分はバランスを意図的に左右で崩している。最強感を出すためにこれまで使われなかった金色を用いている。

エスケイプζ（）
Mission48に登場。かつてのメサイアのように、エスケイプが周囲一帯の建物と融合し、巨大化した姿。エスケイプの専用機だったメガゾードζのデータが悪影響をおよぼしたため、ζを元にした姿をしている。
頭部には巨大なカラスの羽根、胸部にはヘビの鋭い牙、右腕にはイヌやカラスの爪などが混在した巨大な獣の腕・ゴクアーム・獣（）、左腕にはエボルブ時の物と同じく猛火を放つ花弁状のマゴクアーム・花（）を持つ。
ゴーバスターキングのエミッションブレイクによってシャットダウンされた後、元の姿に戻ってリュウジに見守られ消滅する。
- デザインは篠原保が担当した。顔や腕の型などはエスケイプと併用させるというものであったが、メガゾードζが大味な造形になっていたことから、他の部分も修正を加えている。

### その他
メタロイド
メサイアのアバターが、メタウイルスを無機物や生物ではない有機物にインストールすることで作成するロボット。基本的には人間大であるが、元と大きさの変わらない微小サイズや、人間大より大きな物体に融合した個体のような例外もある。また、破壊的衝動の強い個体が多く、エンターからは「もう少し利口であれば」と評価され、ゴーバスターズ側からも大体の個体が「頭が悪そう」と思われている。
誕生する際には「○○○ロ・イ・ド」というメタロイドの名前の電子コールが3回鳴る。素材を見つけた場所で即座に作られる割に知性は高く、誕生直後から声を発し、意思疎通と作戦行動ができる。また、エンターやエスケイプのことを「ムッシュ」、「ミス」と呼んでおり、新たなメサイアとなったエンターに対しては「マジェスティ（陛下）」と呼んでいる。エンターのことを「エンター様」と呼ぶ個体もまれに存在する。
それぞれベースとなった器物と送り込まれたウイルスに含まれる「齧る」「燃やす」などの属性に合わせた能力を有している。また、各個体が誕生すると同時に、その素体となった物質のデータの一部が亜空間にあるヴァグラスの本拠地に転送され、メガゾードの改造が行われる。名称は「○○（モチーフ名）＋ロイド」となっており、識別ナンバーはモチーフ名とそれを表す特徴を意味している。
生成には大量のエネトロンを使用するため、その際は、事前に所持している小型のエネトロンタンクか、ジャックした施設のエネトロンを使用する。そのため街を監視している特命部のデバイスから誕生を感知される。
共通の特徴は身体の一部に識別ナンバーとメタウイルスの名称が記されており、顔面となる部分に4つ眼（カメラアイ）が備えられている。
同系機のメタロイドが登場することもある。基本的に同系機の製造モチーフとメタウイルスは同じものであるが、Mission28に登場したスプレーロイド2はMission6に登場したスプレーロイドと素体およびメタウイルスの種類が異なっており、スプレーロイドがモチーフが消火器、メタウイルスが「溶かす」だったのに対しスプレーロイド2はモチーフが塗装用のスプレー、メタウイルスが「塗る」だった。Mission31にて亜空間内では戦闘能力が3倍になることが明らかになった。
終盤ではエンター自身が進化したことで、今までは製造できなかった「生命体を基にした新世代のメタロイド」を作り出す能力を会得。生命体と無機物に融合データをインストールし、それにより製造された強化型メタロイドが登場した。メサイアロイド同様、メタウイルスのような動詞に基づいた固有の属性は持たないため、ベースとなった生物特有の能力を有する。
- デザインでは4つある目に当たる部位が共通ディテールとして取り入れられ、表情を出さないことが意識されており、ヴァグラスのマークが体のどこかに配置され、メタウイルスの種類に関するヴァグラス文字と認識ナンバーが書き入れられている。

メサイアロイド
Mission33以降から登場、メサイアのバックアップデータから作られるメサイアカードによって生み出される新種のメタロイド。
メタウイルスのような動詞に基づいた固有の属性は持たないため、ベースとなった器物の機能や性質をそのまま発展させた能力を有するが、身体の一部にメサイアの力を宿しており、メサイアの力を宿した個所は赤くなっている。時折メサイアの人格が元々のメタロイドの人格を上書きするようにして現れる。エンターによると、このタイプのメタロイドは人間の各種データを取り込むことで進化を続け、最終的に新たなメサイアのボディになるとされている。さらに、通常のメタロイドの自動生成よりもエネトロンを必要としないため、「異常消費反応」が出ず、管理局側も出現を観測し難い。ただし、ライオアタッシュを導入してからはその探知もある程度可能になった。
また、メタウイルスで生成したメタロイドにメサイアカードが融合した場合もあり、形態も元のメタロイドから多少変化し、Mission40に登場したパラボラロイド2の場合は両腕に自動追尾ミサイルが追加装備されていた。エンターによればその相性は悪く異物が混ざってしまってデータが役に立たない上にメサイアが完全に意識を乗っ取った形となっている。なお、完全に侵食されているわけではなく、メサイアカードを切り離せば元のメタロイドに戻る。逆にメガゾードに融合した場合には暴走することもなく、メガゾード級のボディとメタロイドとしての意思を持ち合わせたメガゾードロイドが誕生する。
バグラー
ヴァグラスの戦闘員。地上世界ではバグラーカードのプログラムによって、付近のコンセントなどから出現する。
主にアバターやメタロイドの補佐を行う。また、亜空間の転送研究センターでは、メガゾードのメンテナンスを行っている。
武器は2枚の刃が付いたクローとしても使えるハンドガン。
人間に変身することも可能。言葉は発しないが、「ジー…」「ザー…」と機械的な声を発する。また、感情は読めないが行動によって、コミカルな面を表すことがある。
- デザインは出渕裕が担当した。情報量を上半身に集約するため、少し硬めのプロテクターを胸部に付けている。当初、顔は一ツ目にすることが考えられていたが、それではありがちな感じになるため、一ツ目とスリット状の目を合わせてまとめている。腹部をスマートに見せるためにベルトを着けている。組織の戦闘員であることから、胸と腕にマークを付けている。武器は飛び道具と刃物が合わさった感じでデザインされ、両刃にすることでアクションの際にバグラーの体の一部のように見えるくらいの密着感のようにしている。

創造する者たち
メサイアに使役され、敵メガゾードの研究と開発を行う者たち。
その正体は13年前の亜空間への転送によってデータへと変換されたときに、メインコンピューター（メサイア）に取り込まれたセンター所員たちである。
一部の者たちはまだ人間としての意識を保っており、メサイアやエンターへの従順を装いつつも、裏では同じく亜空間に転送された陣と連絡を取り合い、協力していた。
ヒロムの父であるヨウスケも人格を保っている1人であり、ゴーバスターズにヴァグラスの本拠地である転送研究センターの座標を送って彼らを亜空間へと導いた。最後はメガゾードの撃破とともにメインコンピューターが破壊されたことでメサイアと一緒に消滅する。

### ヴァグラスの戦力
メガゾード
ヴァグラスが運用する巨大ロボ。主に3タイプ（α・β・γ）のメガゾードのいずれかに、メタロイドのデータをフィードバックし、エネトロンの略奪やゴーバスターズの制圧などに用いられる。意思を持つメタロイドとは違い、インプットされた行動を取るため単純な行動しか出来ないが、上記以外にもゴーバスターズ基地の破壊やバスターマシンの解体、あらゆるデータの消去、ゴーバスターズの殲滅、それに撹乱など命令コマンドは多岐にわたり、エンターが自身のノートパソコンを使い遠隔操作をすることも出来る。
現実空間への転送の際には、メタロイドのデータの一部を素体となるメガゾードにダウンロードし、そのメタロイドをマーカーとして本拠地の亜空間より転送されるというプロセスを踏んでいる。当初転送される場所は不確定だったが、後にマーカーとなるメタロイドから半径3km以内に転送されるように修正されている。
メタロイドの誕生から、転送までの一連のプロセスを経て現実空間へ出現するまでには若干のタイムラグがあり、なおかつそのラグも数十秒から数分程度で終わる時もあれば、場合によっては何時間もかかる時もあるなど、必ずしも一定ではない。特命部は異常なエネルギー反応を感知し、転送自体を防ぐことは出来ないものの出現予測時間を特定しており、作中では場合によって画面端に転送完了までの時間がリアルタイムでカウントダウンされる。
またデータのダウンロードの際には機体そのものにも改造が施され、元となったメタロイドの特性を反映した外装や機能が付加される。同じ物から生まれたメタロイドでも、作戦や状況に応じてメガゾードの素体が異なるケースが存在する。このようにメタロイドとは因果関係にはあるものの、基本的には別個の存在であるため、どちらか一方が倒されたとしてももう一方に影響を及ぼすことはない。
初期から登場したタイプは、単独のバスターマシンにすら撃墜されることがあったものの、物語の進行に合わせて前述の3タイプ以外にも、寄生型のδタイプやアバターが直接搭乗する専用タイプなどが登場し、素体状態でも合体メガゾードを追い込むようになる。また物語中盤以降に登場した機体の中には、タイプを問わず疑似亜空間生成機能を搭載したものも存在する。物語終盤ではメタロイド同様、有機物のデータをダウンロードした機体が登場した。
各タイプとも共通して、目に当たる部位が一つでヴァグラスのマークが体のどこかに配置されているというデザイン上の特徴を持つ。
素体メガゾード

メガゾードα
細身のフォルムを持つ、スピード特化型のメガゾード。元来は転送研究センターの作業用ロボットとして運用されていた。
オプションであるバックパックにはバグゾードを複数格納しており、これらと連携しての戦闘も得意とする。通常は2機であるが、ドリルゾード2のように自身の護衛用のため、倍である4機のバグゾードを搭載する機体も存在する。
高い攻撃力と特殊能力を持つメタロイドに合わせて投入されることが多く、メタロイドの特性や能力を生かした戦闘を得意とする。またデータは基本的に両腕と胸部、あるいは頭部にフィードバックされる。この他α本来の機動力に特化した機体も存在する。
- デザインは原田吉朗が担当した。細身のスピードタイプであることから、縦方向の長さを意識して背を高くしている。少し異質な感じを狙って顔から首までの部分を上に敢えて長く伸ばしている。

メガゾードβ
パワーに特化した大柄のメガゾード。αと同様、元来は転送研究センターの作業用ロボットだった。巨大な両腕を駆使した肉弾戦を得意とし、頭部や肩のスリットからは小型ミサイルを発射する。
パワータイプのメタロイドと併せて投入される場合が多く、持ち前のパワーと元のメタロイドのデータを大いに活かした強靭な技を繰り出す。一方で大柄な分機動力は低く、ゴーバスターズとの戦闘でもそこを突かれることも多いが、それを補うように高い飛行能力を持つ機体や、素早い動きとパワーを持ち合わせた機体も登場している。
- デザインは森木靖泰が担当した。細身のαとの対比でずんぐりむっくり系となり、カブトガニのような一ツ目のパーツを素体時に被せているが、モチーフのパーツが各話で加わる際にはそれを外して付けて大きくシルエットの印象を変えている。

メガゾードγ
格闘戦闘に特化した強化バトルタイプのメガゾード。αとβのデータを元に、ゴーバスターエースと同時進行で開発された機体で、ゴーバスターズ側も当初はその存在を知らなかった。
既存のメガゾードのデータをフィードバックしていることから、運動性およびパワー自体もそれらの機体とは比べ物にならないほどに高く、さらに単独で物体を亜空間転送する機能も備えており、頭部のカメラアイを通して、吸収したエネトロンや物質を亜空間へ転送する。エネルギーシールドの展開機能を活かした戦闘を得意とし、両腕から発射されるミサイルや、両肩に装備された2振りの剣を用いることもある。
その基本スペックの高さから、メタロイドの特性が反映される部分は基本的に左右どちらかの腕だけの場合が多く、改造元となるメタロイドも攪乱能力など、戦闘以外の能力に長けた個体が選ばれることも多い。メタロイドの特性を最大限に生かし、バスターマシンを幾度も追い詰めた。
基本の3タイプの中でも「もっとも厄介」と特命部に言わしめただけのことはあり、物語序盤におけるタイプγとの戦闘ではゴーバスターオーが投入されることがほとんどだった。またゴーバスタービートやタテガミライオーなど、新型バスターマシンが登場した後半以降でも、これらの機体を圧倒する場面も度々見られた。
- デザインは森木靖泰が担当した。サーベルを肩に付けて武装し、付け替えの可能性が低い脚のボリュームをかなり大きくしている。

メガゾードδ
寄生戦闘に特化した新型メガゾード。既存の3タイプの素体を遥かに上回る性能を備えており、斧状の右腕や単眼からのレーザー光線、電撃状のエネルギー波、それにダーツ状の弾体で武装し、肉眼では捉えられないほどの高速移動も発揮する。
ヴァグラスがBC-04の設計図、デルタニウム39、カメラアイ製造のためのクリスタルなどを元に生み出したため、ゴーバスタービートに近似したフォルムを有する。もっともゴーバスタービートに備わっていた変形機構などはオミットされており、設計者である陣からは「ただのモドキ」と評されている。
主に他のタイプのメガゾードの内部に寄生した状態で転送されるが、通常転送も可能である。さらに、直接メガゾードの内部に転送・寄生する寄生転送という特殊な転送方法もある。中でもタイプγに寄生するケースが多く、相性の良さを窺わせる描写も度々散見される。他の素体に寄生した状態では通常より質量が遥かに高くなり、ゴーバスターエースの必殺技に耐えるほどの耐久力を持つ。その特性上、当初は常に素体状態で登場していたが、物語後半では主に腕が改造された機体も度々登場している。
初戦では、ゴーバスターオーのディメンションクラッシュを破り、初めて敗退に追い込む戦果を挙げている。もっともゴーバスターズも全くの無対策というわけでなく、二度目の戦いではニックの考案でエクスプロージョンキックを編み出し、これによってタイプδを撃破せしめている。
- デザインは原田吉朗が担当した。モチーフはヘラクレスオオカブトなどの日本ではないカブトムシ。世代が一つ上の世代機であることから、素体ということは意識していない。

アバター専用メガゾード
メガゾードε
エンター専用機で、機体内部に設けられたコックピットから直接操縦を行う。右腕部のレールガンを主武装とし、メタロイドのデータをダウンロードせずとも戦闘能力や高速飛行能力を発揮する。初出は劇場版で、テレビシリーズでも物語中盤より度々ゴーバスターエースと干戈を交えた。

メガゾードζ
エスケイプ専用機。メガゾードロイド（デンシャゾード2）が転送し、それに寄生していたタイプδが、同様にデンシャゾード2と融合していたメサイアカード「06」の力により進化したものである。
胴体にはメサイアのイメージ体を彷彿とさせるドクロのような意匠を持ち、両肩に飛行用のジャイロウイングが装備されている。タイプεと同様に有人操縦型のメガゾードだが、メサイアの意思も備えており、メサイアの新たなボディとしても機能する。高性能の空間光学迷彩を活かしたステルス戦闘に特化し、その身を完璧に隠した上での秘密裏な行動に適している。そのため管理局もその動きを掴みづらい。
エスケイプ・エボルブのように腕から伸ばす「ゴクロー」と「マゴクロー」というチェーンクローが主武装で、ジャイロウイングによる飛行と併用されることが多い。防御面でもバリアを発生させ、タテガミライオーとバスターヘラクレスの必殺技を余裕で凌いでいる。
後に「09」・「12」の2枚のカードも取り込んで両腕が変化。さらに周辺の建造物や、転送されたα・β・δの3体のメガゾードを融合することで成長を続け、最終的にはメサイア・リブートへと進化を遂げた。後にそのデータが、再生されたエスケイプのデータに悪影響をおよぼすことになる。
- デザインは篠原保が担当した。シルエットは一本角のδとの対比で、二股に広げてツインテール風にしている。耳のようなパーツを頭頂に付け、メサイアカード由来の赤い部分にドクロのような意匠を持たせつつバニースーツ風にしてバニーガールのようにしている。

メガゾードω
エンター専用の最新型メガゾード。初出は『ゴーバスターズVSゴーカイジャー』で、テレビシリーズにも最終盤にて登場。エンターが作り出した繭がエネトロンタンク上部と融合し、管理センターとそこに勤務していた作業員や周辺住人も融合する形で生み出された。
亜空間における最終決戦でもゴーバスターズを圧倒するも、超加速を発揮し懐に飛び込んで来たエースのバスターソードでボディを貫かれた後、イグニッショントルネードとヘラクレスクライシスの同時攻撃に敗れる。

バグゾード
タイプαのバックパックから射出される、バグラーを模したメガゾード。搭載元のメガゾードが破壊されていても、こちらの機体が残存している場合エンターの遠隔操作で活動を行うことも出来る。
背中に装着した二門のキャノン砲や、右手のサブマシンガンを武器とするが、大型のメガゾードのように特化した能力を持たないため、単純な戦力はバディロイドのみが搭乗しているバスタービークルと互角程度に留まっている。その本領はタイプαや他のメガゾードとの連携、それに物量戦法にて初めて発揮され、運用次第ではバスターマシンでも苦戦を強いられることもある。
- デザインは出渕裕が担当した。収納形態のデザインは原田吉朗が担当した。バグラーの顔が中に付いた装甲宇宙服のような感じのデザインとなっている。敵のメインとなるメガゾードαやβよりは華奢や弱いイメージで、ゲスト怪人に対する戦闘員くらいのボリューム感を意識している。巨大戦闘員ポジションであることから、厚底の下駄を履かせないようにして動きやすくしている。

## 設定・用語
新西暦
本作品のみで用いられる作中世界の年号。N.Cとも表記される。作中の時系列は、テレビシリーズ本放映時の西暦と同じく、2012年から2013年の世界となっている。
エネトロン
新西暦の世界で発見された新なる超エネルギー。数量の単位は「トロン」。微量でも爆発的なエネルギーを生み出すうえに人体への悪影響も一切ないクリーンエネルギーで、電気・ガス・ガソリンなどのさまざまな資源にとって代わる新西暦の世界では、必須のエネルギー源となっている。
新西暦の地底3000メートルには、エネトロンの原石が存在している。
街中のあらゆる地区に高層ビル大サイズのエネトロンタンクが設置されており、ヴァグラスはメサイア復活のために大量のエネトロンを狙っていた。応用次第では、電磁石としての働きも持つ。
- エネトロンマークとエネトロンタンクは篠原保がデザインを担当。エネトロンタンクは通常のものと損壊時の状態がデザインされた。

エネルギー管理局
エネトロンを中心とするエネルギーの管理や調査をする組織。エネトロンタンクやエネトロンスタンドなどの保守点検も関連会社が行っている。
ゴーバスターズ基地
都市の地下70メートルに設置された、エネルギー管理局特命部の基地。頭脳となる司令室を中心に、各部署や居住区、各バスターマシンを収納する格納庫が配置された各エリアが東西3.5キロメートル、南北2.7キロメートルに渡って点在する。CB-01の格納庫は司令室の後方に置かれている。司令室から都市の随所にかけてはシューターと呼ばれる通路で接続されており、メンバーやバスターマシンの出入口が隠されている。複雑な通路で接続されたアリの巣状の構造であるのは、襲撃などの有事に備えてのことである。具体的な人数は不明だが、多くの作業員や職員が勤務している。
- 本作品のパーマネントセットである司令室の内装は、現代風の科学的なイメージを重視しており、内壁はメタリック調で、照明の光量も低めとしている。

亜空間
13年前の新西暦1999年の事故によって発生し、転送研究センターが転送された、別次元の空間。現在はヴァグラスの拠点となっているほか、BC-04とSJ-05の格納庫が存在する。
通常の空間よりも圧力が高く、生物は満足に呼吸すらできない環境となっている（陣曰く「ゼリーの中」）。前記の通り圧力が高いため、活動には高いパワーが必要となる。実際に亜空間に突入した際には、オーバーライドシステムを作動させることで一定時間は圧力の影響を受けずに済み、メットオフも可能になる。転送に耐えうる身体を持つ3人に移植された、ワクチンプログラムの影響とも言われている。
メサイアセルとの決戦後はヴァグラスも弱体化したため、陣の本体の安全は確保されたが、激しい戦いの影響で空間が不安定になり、必然的に双方の不可侵状態に移行した。Final Missionでエンターが倒された後、消滅した。
疑似亜空間
主に撹乱系の技を得意とするメガゾードが人工的に作り出す亜空間。現実世界で巨大なドーム状に展開され、その内部に捕らわれた人間に絶大な苦しみを与えると同時に、メサイアに快楽を与えることができる。本物の亜空間ではないものの精巧に作り出され、外側から破壊されても元通りになり、内部ではゴーバスターズ側のメガゾードも活動不能に陥る。また、亜空間と同様の圧力がかかることから、人間が満足に生きていくこともできない環境になっており、呼吸すら困難となる。そのため、唯一耐えられるメガゾードはグレートゴーバスターのみに限定される。
当初はフィルムゾードの能力によって生成されたが、後のメガゾードにも同様の能力として生成データがダウンロードされるようになる。Mission27ではムシカゴゾードの能力によって圧縮され、重量もさらに重くなり、ゴーバスターズにかなりのダメージを与えたが、モーフィンブレスのデータとの混合でグレートゴーバスターの補助プログラムがインストールされ、制限時間付きで空間の効力が薄くなった。
転送研究センター
黒木やヒロムの両親、ケイ、陣らが勤めていた研究施設。13年前にメサイアによって占拠された際、センター長である桜田ヨウスケの手によって施設全体が亜空間に転送された。現在はメサイアの一部と化しており、巨人が地中に埋まっているような外見をしている。ヴァグラスはこの施設を拠点とし、転送設備を利用して現世に襲来した。
Mission30でメサイアの本体であるメインコンピューターが爆発したことによって崩壊したが、メサイアが真に復活した暁にはその肉体の中枢として機能する予定だったようで、たびたびメサイアの肉体として蠢くイメージ映像が描かれており、それが後に登場するメサイア・リブートの姿のモデルとなった。
センターは崩壊したが、空間転送設備とメガゾード生産設備は未だ健在だったようで、それ以降もゴーバスターズとの戦いにおいてメガゾードの製造と転送は続けられている。
メタウイルスカード
エンターやエスケイプが所持するメタウイルスのカード。メタウイルスによってスピード、パワー、強化バトル3タイプと赤、青、黄、緑、紫の5色に分けられている。カードには「VER.2」もあり、同一の個体、色違いの個体などの同型の個体を生み出すこともできる。ただし、「錆びる」のようなピンク色の特殊なタイプのカードや「引きずり込む」のように、メタロイドの製造以外の目的に使われることがある。
メタウイルス
メタウイルスカードから送り込まれるコンピューターウイルス。
「齧る」・「燃やす」など動詞が元になっており、これを専用端末で無機物にインストールすることによって、その物体をメタロイドへ作り変える。これを基に生成されたメタロイドや改造されたメガゾードの体表には、動詞がローマ字（大文字）で表記されている。その正体は「無機物に生命を与える」というメサイアの力の一部であり、各個のメタロイドに個性豊かな自我ができるのもそのためである。
Mission32ではマクー怪人に使用して巨大化させた。
専用デバイス
メタウイルスをインストールするための専用端末。エンターはノートパソコン型、エスケイプはタブレット型の物を所持している。Mission45で、消滅したエスケイプが遺したデバイスをバグラーが回収し、勝手にデバイスを動かしていた結果、偶然お餅にメタウイルスがインストールされ、オモチロイドを製造してしまった。
メサイアカード
エンターがメサイアのバックアップデータの一部を13枚に分割して保存したカード。メタウイルスとは違い動詞ではなく「01」などの数字で分類され、カード自体には数字と対応する数字の本数の溝（「01」なら1本、「03」なら3本）が刻まれている。カードはモチーフを選んで無機物と融合してはメタロイドを生成する能力を持ち、メガゾードの改造や転送も自動的に行われる。
生成されたメタロイドは、エンターの意向でメサイアを進化させるために人間のデータを収集する。そのデータは人間に関連したものに限られるが、「頭脳」や「強さ」と言った身体的・能力的な物から、「怒り」や「後ろ向きな気持ち」といった感情的な物、「愛」や「所有欲」などの精神的なものなどさまざまである。
エンターはメサイアカードの成長を植物の種になぞらえ、メサイアの種とも呼んでいる。なお、このカードが融合してできたメタロイドが撃破されれば、同時に体内にあるメサイアカードも破砕して消滅するが、完全に破砕する前に回収されたり、近くにある他の物体に移ったりすると消滅しない。
ヒロムの体内にある「13」のカードは、これまでのメサイアカードが集めた全バックアップデータを持っており、エンターのバックアップ元でもある。ヒロム自身はこのカードを消そうと試みるも、カードそのものがヒロムを守ってしまい、消すことはできなかった。しかし、陣がヒロムから陣の本体にカードを移動させたことにより、消滅した。
メガゾード
ゴーバスターズが使用するバスターマシンのロボ形態や、ヴァグラスが使用する巨大ロボの総称。ただし、ゴーバスターズ側のメガゾードは合体後もバスターマシンとしか呼称されない。
デルタニウム39
架空のレアメタルで、メガゾードの心臓部に用いられている。コンテナ1台分の量で500キログラムの重さとなる。亜空間には存在しない。
クリスタル
架空の鉱石で、メガゾードのカメラ・アイに用いられている。日本国内や亜空間には存在しない。
アバター
データの構成によって生み出された分身。エンター、エスケイプ、陣がこれに当たる。本人に代わって目的を代行させるために動くデータだけの存在なので、心臓の鼓動音を発しない模様。ただし、食事をとるなど一般的な動作はできる様子。陣のアバターは本人の容姿から性格までを完全にコピーした形で構築されているが、エンターやエスケイプの容姿と人格は転送研究センターにいた複数の研究員たちのデータを独自に合成して生み出されたものとされている。
ワクチンプログラム
ゴーバスターズ初期メンバー3人とバディロイドが持っている特殊なプログラムで、13年前の事件の際に対抗手段として移植された。これによってバディロイドたちに人格が生まれ、ゴーバスターズ3人は人間離れした能力を発揮できるようになるが、弱点となるウイークポイントも存在する。開発を主導した桜田ヨウスケが消息を絶ってからは、特命部でも詳細が未解明である等、ワクチンプログラムには未知の部分が多く、有事の際にバディロイドのワクチンプログラムが破損しても自我の修復まではできないため、作業用ロボットとしての機能（ナビゲート音声など）しか持たなくなる。ただし、3人の感情が高ぶることで進化する。なお、バディロイドの持つワクチンプログラムは、バスターマシンと一体化することでマシンをメタウイルスから守る働きも併せ持つ。

## キャスト
岩崎リュウジ役は、年長者という設定であったため新人俳優によるオーディションでは決まらず、プロデューサーの武部直美が舞台などを巡り馬場に行き当たったという。
陣マサト役の松本は、過去に『魔法戦隊マジレンジャー』に出演していたが、本作品での起用は武部が舞台の写真で気になった俳優を調べたら松本であったことによる。

### レギュラー・準レギュラー
- 桜田ヒロム / レッドバスター - 鈴木勝大
- 岩崎リュウジ / ブルーバスター - 馬場良馬
- 宇佐見ヨーコ / イエローバスター - 小宮有紗
- 陣マサト / ビートバスター - 松本寛也（14 - 50）[注釈 33]
- 黒木タケシ - 榊英雄
- 森下トオル - 髙橋直人
- 仲村ミホ - 西平風香
- 桜田リカ - 吉木りさ（1,10,28,44,45,50）
- 幼いヒロム[注釈 34] - 橋爪龍[98]（1 - 3,6,19,20,28）
- 若いリュウジ - 松岡広大[99]（2,6,8,11,15,43,44,46）
- 幼いヨーコ - 平澤宏々路[98]（2,3,9,12,23,43,44,46）
- 幼いリカ[注釈 34] - 水本凜[100]（1,20）
- 桜田ヨウスケ[注釈 35] - 山中聡（2,20,29,30,50）
- 桜田ミチコ - 細越みちこ（2,20,29）
- 宇佐見ケイ - 上野なつひ（23,30）
- エンター - 陳内将[注釈 36]（1 - 17,19 - 40,42 - 44,46 - 50）
- エスケイプ - 水崎綾女（22,23,25,28 - 30,33,34,36,37,39,40,42 - 44,46 - 48）

### 声の出演
- チダ・ニック - 藤原啓治
- ゴリサキ・バナナ - 玄田哲章
- ウサダ・レタス - 鈴木達央
- ビート・J・スタッグ / スタッグバスター - 中村悠一（14 - 50）
- GBカスタムバイザー、ライオブラスター音声 - 水木一郎[101]
- メサイア - 佐々木誠二（1 - 10,12,13,15,20 - 23,27 - 30,33,36,37,39,40,42,43）
- ナレーション - 宗方脩

### ゲスト
- 小山 - 川隅美慎 (7)
- 高石 - 真島公平 (7)
- 本村カズヤ - 橋爪遼 (8)
- 丸山 - まいど豊 (9)
- 三田 - 松本実 (9)
- アンジー・スー - 小宮有紗 (12)
- 司会者[注釈 34] - 森本のぶ (12)
- コピーロイドが変装したOL[注釈 34] - 由梨乃 (12)
- コピーロイドが変装したカメラマン[102][注釈 34] - 佐藤太輔 (12)
- 瀬川ショウタ - 渡辺隼斗 (22)
- リン - 小嶋一星 (22)
- カイト - 坂本大河 (22)
- 設楽キョウコ - 内田もも香 (24)
- 工藤ミサキ - 広瀬玲奈 (27)
- 工藤博士 - 遠山俊也 (27)
- 十文字撃 / 宇宙刑事ギャバン - 石垣佑磨 (31,32)
- シェリー - 森田涼花 (31,32)
- 研究員A - 菊池隆志（32）
- 研究員B - 益成竜也（32）
- 研究員C - 奥山洋文（32）
- 保母A - 加藤千尋（34）
- 保母B - 篠田光里（34）
- 葉月サブロー - 水木一郎 (35)
- 葉月ミカ - 於保佐代子 (35)
- 長谷川マモル - 孔大維（コン・テユ） (37)
- 花嫁 - 渡部みずき (37)
- 花婿 - 花田俊(37)
- クロックタイム高岩（写真）[102][注釈 34] - 高岩成二（38）
- マッスル竹内（写真）[102][注釈 34] - 竹内康博（38）
- 岡田次郎（写真）[102][注釈 34] - 岡元次郎（38）
- 沢井ケンタ - 橋本仰未 (39)
- ケンタの父親 - 甲斐将馬 (39)
- 道場の男たち[102][54][注釈 34] - 押川善文、竹内康博、清家利一、福沢博文、藤田慧（39）
- 早乙女レイカ / 怪盗ピンクバスター - 新川優愛 (41)
- 美術品収集家 - 岡田正典 (41)
- ブランド好きの女 - 森野美咲 (41)
- 絵画商 - 龍坐 (41)
- 会社員 - 佐伯新（42）
- 女性 - 近野友里（42）
- 子供 - 山田瑛瑠（42）
- 学生 - 松田佳祐（42）
- 河合ナミエ - 秦瑞穂 (43, 44)
- ユミ - 飯島緋梨（44）
- カズ - 石川樹（44）
- 佐藤レナ - 石原あつ美 (45)
- 男の子 - 安達大輝（49,Final）
- 女の子 - 横溝菜帆（49,Final）

### スーツアクター
前作までレッドを担当していた福沢博文がアクション監督に就任したため、『炎神戦隊ゴーオンジャー』からブルーなどを演じていた押川善文が本作品以降『烈車戦隊トッキュウジャー』までレッド役を務めた。
- レッドバスター[出典 46] - 押川善文
- レッドバスター（代役）[106][25] - 福沢博文
- レッドバスター（最終話バトンタッチ）[107][25] - 高岩成二
- ブルーバスター[出典 47]、岩崎リュウジ（吹き替え）[109] - 竹内康博
- イエローバスター[出典 48] - 蜂須賀祐一
- ビートバスター[出典 49] - 清家利一
- ビート・J・スタッグ[出典 50] / スタッグバスター[114][105][37] - 佐藤太輔
- チダ・ニック[出典 51]、ゴーバスターエース[114]、ダンガンロイド[116]、ダンガンロイド2[117] - 浅井宏輔
- ゴリサキ・バナナ[出典 52] - 岡元次郎
- ゴーバスターオー、グレートゴーバスター、ゴーバスターライオー、ゴーバスターキング[119] - 日下秀昭
- バスターアニマルGT-02ゴリラ[120] - 田中宏幸
- ゴーバスタービート[121]、バスターヘラクレス[104]、バーナーロイド[122]、バーナーゾード[122]、カッターロイド[123]、カッターゾード[123]、スプレーロイド[124]、スプレーゾード[124]、ファンロイド[125]、コピーロイド[126]、コピーゾード[126]、チューバロイド1[127]、チューバゾード1[127]、チューバロイド2[128]、チューバゾード2[128]、ソウジキロイド[129]、ソウジキゾード[129]、ジシャクロイド[130]、ライノダブラー[117]、スナドケイロイド[131]、ブルドーザーロイド[132]、ブルドーザーゾード[132]、ダンベルゾードβ[133]、ケンタテロイド[134]、クワガタロイド[135] - 矢部敬三
- エンター・ユナイト[104] - 藤井祐伍
- エスケイプ・エボルブ[90] - 野川瑞穂
- ファンゾード[125]、メタロイド[136] - 中村博亮
- フィルムロイド[137] - おぐらとしひろ
- ルーペロイド[138] - 中田裕士
- ルーペゾード[138] - 徳田忠彦
- 宇宙刑事ギャバンTypeG[117] - 石井靖見

## スタッフ
メインスタッフのうち、東映プロデューサーの武部直美、メインライターの小林靖子、メイン監督の柴﨑貴行らは前年に放送していた『仮面ライダーオーズ/OOO』から移行している。これについて武部は、イベントやネットムービー、音楽展開など作品の幅が広がったため多忙になり、同一シリーズで次年度の作品を担当することが難しくなったからとしている。武部によれば柴﨑はロボットの描写に力を入れており、ロボットの造形にこだわりを見せたり、格納庫の参考として自ら羽田空港の見学ツアーを予約するなどしていたという。
アクション監督は、前作までレッド役のスーツアクターを多く務めた福沢博文が担当した。アクションには福沢が愛好するドニー・イェンへのリスペクトや韓国映画のテイストが取り入れられているが、韓国映画のアクションは過激なものも多いため本作品ではNGになることも多く、福沢は自身の目指す方向性と子供向け番組としての線引きの兼ね合いが難しかったと述べている。
ヴァグラスのキャラクターデザインは出渕裕が担当したが、同時期に『宇宙戦艦ヤマト2199』の監督も担当していたことから、全部は担当できないため、バグラーとバグゾード、エンター・ユナイトは出渕が担当し、各話怪人や巨大ロボは篠原保、原田吉朗、森木靖泰、K-SuKeが担当した。
長年東映特撮に資料担当として関わっていた、企画者104の葛西おとが本作品放送中の2012年3月に急逝した。葛西が最後にクレジットされたのはMission14である。
- 原作 - 八手三郎 (連載「テレビマガジン」「てれびくん」)
- プロデューサー - 佐々木基（テレビ朝日）、武部直美・若松豪（ - Mission14）（東映）、矢田晃一・深田明宏（東映エージエンシー）
- 脚本 - 小林靖子、毛利亘宏、下山健人
- 監督 - 柴﨑貴行、中澤祥次郎、渡辺勝也、竹本昇、加藤弘之、金田治（ジャパンアクションエンタープライズ）、舞原賢三、佛田洋
- 音楽 - 大橋恵
- 音楽プロデュース - Project.R
- 音楽制作 - 日本コロムビア
- 撮影 - 松村文雄、大沢信吾、いのくままさお
- 美術 - 大谷和正
- 助監督 - 須上和泰、近藤孔明、荒川史絵、茶谷和行、葉山康一郎、谷本健晋、作野良輔、斉藤克康、松井貴、清水賢一
- MA・選曲 - 宮葉勝行
- 音響効果 - 小川広美（大泉音映）
- ダンス振付 - 彩木エリ
- プロデューサー補 - 望月卓
- ラインプロデューサー - 道木広志、青柳夕子
- 視覚効果 - 沖満
- 特撮コンテ - なかの★陽
- 絵コンテ - チュウチュウコンビナート
- キャラクターデザイン[141][91] - 出渕裕[注釈 38]、篠原保[注釈 39]、原田吉朗[注釈 40]、森木靖泰[注釈 41]、K-SuKe[注釈 42]
- 企画協力 - 企画者104
- 資料担当 - 葛西おと（ - Mission14）、松井大、原昴生（Mission25 - ）
- イラスト - 唐橋充
- デザイン協力 - プレックス
- 造型 - レインボー造型企画
- アクション監督 - 福沢博文
- 特撮研究所
  - 撮影 - 鈴木啓造、岡本純平、内田圭
  - 照明 - 安藤和也、関澤陽介
  - 美術 - 松浦芳、長谷川俊介、花谷充泰
  - 操演 - 中山亨、和田宏之
  - 特殊効果 - 船越幹雄（ライズ）
  - 助監督 - 小串遼太郎
  - 製作管理 - 三松貴
- 特撮監督 - 佛田洋
- オートバイ協力 - 本田技研工業、クリエイティブ・オフィス ヤップ
- 技術協力 - 東映ラボ・テック、アップサイド、ブル、M・SOFT、西華産業、五藤光学研究所
- 制作 - テレビ朝日、東映、東映エージエンシー

## 音楽
本作品では、例年より早い段階で出演者歌唱によるキャラクターソングが順次リリースされた。ミニアルバムにはメインキャラクター1人ずつ各アルバムに収められている。
主題歌
オープニングテーマ
「バスターズ レディーゴー!」（Mission1 - 27・Final）
作詞：藤林聖子 / 作曲：大石憲一郎 / 編曲：Project.R（大石憲一郎） / 歌：高橋秀幸（Project.R）
オープニング映像の使用はMission2からで、Mission1では本編中に挿入された。またこれまでOPの冒頭に表示されるのがほとんどだったタイトルロゴはオープニングの末尾のみ表示され、上記の通りタイトルコールもない。また「スーパー戦隊シリーズ」のロゴも、従来のオープニング冒頭ではなく番組開始時に表示される。
Mission5ではアバンタイトルなしで使用された。
劇中ではMission7,10,19,30,33,36,44，劇場版でボーカル版が、Mission12,22でインストゥルメンタル版が使用された。
太鼓の達人シリーズにも収録されていたことがある。
タイトルが番組名でない主題歌は『忍風戦隊ハリケンジャー』以来だが、本曲では「○○戦隊」を除いた戦隊名すら含まれていない。ただし、「ゴー」と「バスターズ」が分かれて含まれている。
Mission17からオープニング冒頭のナレーションが変更された。
Final Missionではエンディングテーマとして使用された。
「モーフィン! ムービン! バスターズシップ!」（Mission28 - 49）
作詞：藤林聖子 / 作曲：大石憲一郎 / 編曲：Project.R（大石憲一郎） / 歌：高橋秀幸（Project.R）
過去にもオープニングテーマが原曲のアレンジバージョンへ変更されたケースはあったが、本作品では全く別の曲へと変更された。変更に合わせオープニング映像も刷新された他（一部前期OP映像からの流用もある）、オープニング冒頭のナレーションが廃され、ラストの番組ロゴに合わせてタイトルコールが入るようになった。また前期オープニングテーマとは異なり、歌詞中には「（特命戦隊）ゴーバスターズ」という戦隊名は含まれず、戦隊の略称（バスターズ）が含まれているのみである。また、サビの部分は2番の歌詞が使用されている。
当初は挿入歌用に発表された楽曲であり、楽曲自体は『ミニアルバム 特命戦隊ゴーバスターズ(3)』と『特命戦隊ゴーバスターズ コロちゃんパック ブルー盤』（いずれも2012年8月22日発売）に収録されている。挿入歌としてはMission41,43,46で使用された。
CDシングルでのリリースはなく、シングルとしては配信のみのリリースとなった。

エンディングテーマ
「キズナ〜ゴーバスターズ!」
作詞：藤林聖子 / 作曲：大石憲一郎 / 編曲：Project.R（大石憲一郎） / 歌：謎の新ユニットSTA☆MEN
エンディング映像ではゴーバスターズを含むエネルギー管理特命部の職員がダンスを踊るというもので、これに合わせる形でBパート終了前のテロップも「CMのあと、みんなでうたっておどろう!」と表記されており、同様にエンディング映像が登場人物によるダンスであった次作『キョウリュウジャー』にも踏襲されている。Mission28からはエンディングの映像が大幅に変更され、陣マサトとビート・J・スタッグも加えた「フルダンスバージョン」となっている。
「One wish,One day」（Mission9,10,24）
作詞：藤林聖子 / 作曲・編曲：鈴木盛広（Project.R）/ 歌：桜田ヒロム&チダ・ニック（CV：鈴木勝大&藤原啓治）
「心配 ハニー♡バニー」（Mission23）
作詞：藤林聖子 / 作曲・編曲：浅田将明 / 歌：宇佐見ヨーコ&ウサダ・レタス（CV：小宮有紗&鈴木達央）
「Blue Banana Moon」（Mission25）
作詞：藤林聖子 / 作曲・編曲：高木洋 / 歌：岩崎リュウジ&ゴリサキ・バナナ（CV：馬場良馬&玄田哲章）
「キズナ〜ゴーバスターズ!(2012 summer MOVIE MIX)」（Mission26,27）
作詞：藤林聖子 / 作曲：大石憲一郎 / 編曲：Project.R（大石憲一郎） / 歌：謎の新ユニットSTA☆MEN
「キズナ〜ゴーバスターズ! 豪快にアレンジver」（Mission45 - 49）
作詞：藤林聖子 / 作曲：大石憲一郎 / 編曲：Project.R（大石憲一郎） / 歌：謎の新ユニットSTA☆MEN
東映特撮公式ファンクラブにおける配信版やDVD版では、これらの曲は全て「キズナ〜ゴーバスターズ!」に差し替えられている。

挿入歌
「バスターマシン、発進せよ!」（Mission9,23,26,44）
作詞：八手三郎 / 作曲・編曲：大橋恵 / 歌：山形ユキオ
一部歌詞を変更した「ゴーバスターオーVer」も制作され、劇中ではMission23で使用された。
「Boost Up! ビートバスター」（Mission15）
作詞：藤林聖子 / 作曲：高取ヒデアキ / 編曲：川瀬智 / 歌：高取ヒデアキ（Project.R）/ 演奏：Z旗
Mission17ではインストゥルメンタル版が使用された。
「Brand New Spark!」（Mission17）
作詞：藤林聖子 / 作曲：黒田晃太郎 / 編曲：黒田晃太郎、平木LAGGY宏隆 / 歌：高取ヒデアキ（Project.R）
「Perfect Mission」（Mission18,24）
作詞：藤林聖子 / 作曲：NoB / 編曲：河野陽吾 / 歌：NoB（Project.R）
Mission29ではインストゥルメンタル版が使用された。
「ライオー! 見参! チャンピオン!」（Mission35,36）
作詞：藤林聖子 / 作曲・編曲：大橋恵 / 歌：水木一郎
一部歌詞を変更した「ゴーバスターキングVer」も制作された（劇中未使用）。
上記の他、Mission31では『宇宙刑事ギャバン』の挿入歌「チェイス!ギャバン」のインストゥルメンタル版と『宇宙刑事ギャバン THE MOVIE』の挿入歌「宇宙刑事ギャバン-type G-」（歌：串田アキラ）が、Mission32では『ギャバン』挿入歌「輝く王者ドルギラン」のインストゥルメンタル版が使用された。また、Mission42ではヨーコが「手のひらを太陽に」を、Mission43ではニックが「ジングルベル」をそれぞれ歌っている。

キャラクターソング
「ジュマペル エンター」
作詞：八手三郎 / 作曲：Raizo.W / 編曲：中畑丈治 / 歌：エンター（CV：陳内将）
Mission34ではインストゥルメンタル版が使用された。
「Let's モーフィン☆ドローウィン」
作詞：マイクスギヤマ / 作曲・編曲：池毅 / 歌：桜田リカ（CV：吉木りさ）
「パーフェクション!」
作詞：藤林聖子 / 作曲：高取ヒデアキ / 編曲：籠島裕昌 / 歌：陣マサト&ビート・J・スタッグ（CV：松本寛也&中村悠一）
「マピュース レクイエム」
作詞・作曲：Raizo.W / 編曲：中畑丈治 / 歌：エンター&エスケイプ（CV：陳内将&水崎綾女）

## 放送日程
放送回のカウントには「Mission（最終話は「Final Mission」）の語句が用いられている。
| 放送日         | 放送回 （Mission） | サブタイトル                     | 登場怪人 | 脚本     | 監督       |
| -------------- | ------------------ | -------------------------------- | --- | -------- | ---------- |
| 2012年02月26日 | 1                  | 特命戦隊、集結せよ！             | - ショベルロイド（声 - 長嶝高士） - ショベルゾード                                                                       | 小林靖子 | 柴﨑貴行   |
| 3月04日        | 2                  | 13年前の約束                     | - バーナーロイド（声 - 西凜太朗） - バーナーゾード                                                                       | 小林靖子 | 柴﨑貴行   |
| 3月11日        | 3                  | GT-02アニマル、出撃！            | - ニードロイド（声 - 戸部公爾） - ニードルゾード                                                                         | 小林靖子 | 柴﨑貴行   |
| 3月18日        | 4                  | 特命と決意                       | - カッターロイド（声 - 飯島肇） - カッターゾード                                                                         | 小林靖子 | 中澤祥次郎 |
| 3月25日        | 5                  | キケンな熱暴走！                 | - タイヤロイド（声 - 大西健晴） - タイヤゾード                                                                           | 小林靖子 | 中澤祥次郎 |
| 4月01日        | 6                  | 合体!ゴーバスターオー            | - スプレーロイド（声 - 志賀克也） - スプレーゾード                                                                       | 小林靖子 | 渡辺勝也   |
| 4月08日        | 7                  | エース整備不良?!                 | - デンシャロイド（声 - 田村健亮） - デンシャゾード                                                                       | 毛利亘宏 | 渡辺勝也   |
| 4月15日        | 8                  | マシン設計図を守れ！             | - ドリルロイド（声 - 桑原敬一） - ドリルゾード                                                                           | 小林靖子 | 柴﨑貴行   |
| 4月22日        | 9                  | ウサダ奪還作戦！                 | ― | 小林靖子 | 柴﨑貴行   |
| 4月29日        | 10                 | 戦う理由                         | - ダンガンロイド（声 - 松本保典） - ダンガンゾード                                                                       | 小林靖子 | 竹本昇     |
| 5月06日        | 11                 | ねらわれたウイークポイント       | - ファンロイド（声 - 陶山章央） - ファンゾード                                                                           | 下山健人 | 竹本昇     |
| 5月13日        | 12                 | 変装はお好き？                   | - コピーロイド（声 - 高木渉） - コピーゾード                                                                             | 毛利亘宏 | 加藤弘之   |
| 5月20日        | 13                 | サプライズな休日                 | - チューバロイド1（声 - 諏訪部順一） - チューバゾード1 - チューバロイド2（声 - 諏訪部順一）                              | 小林靖子 | 中澤祥次郎 |
| 5月27日        | 14                 | サバ？ 救出作戦                  | - チューバロイド2 - チューバゾード2                                                                                      | 小林靖子 | 中澤祥次郎 |
| 6月03日        | 15                 | 金の戦士と銀のバディ             | - ソウジキロイド（声 - 吉野裕行） - ソウジキゾード                                                                       | 小林靖子 | 金田治     |
| 6月10日        | 16                 | 亜空間から来た男                 | - パラボラロイド（声 - 保村真） - パラボラゾード                                                                         | 小林靖子 | 金田治     |
| 06月17日       | 17                 | その名はゴーバスタービート！     | - フォークロイド（声 - 金光宣明） - フォークゾード                                                                       | 小林靖子 | 竹本昇     |
| 6月24日        | 18                 | 地底3000メートルの共同作戦       | - ドリルロイド2（声 - 杉田智和） - ドリルゾード2                                                                         | 毛利亘宏 | 竹本昇     |
| 7月01日        | 19                 | 俺の合体！バスターヘラクレス     | - スパナロイド（声 - 三宅健太） - スパナゾード                                                                           | 下山健人 | 舞原賢三   |
| 7月08日        | 20                 | 5体結集！ グレートゴーバスター！ | - フィルムロイド（声 - 鈴村健一） - フィルムゾード                                                                       | 小林靖子 | 舞原賢三   |
| 7月15日        | 21                 | さらば ブルーバスター            | - ダンベルロイド（声 - 小杉十郎太） - ダンベルゾード                                                                     | 小林靖子 | 渡辺勝也   |
| 7月22日        | 22                 | 美しきアバター エスケイプ        | - キーロイド（声 - 井上剛） - キーゾード                                                                                 | 小林靖子 | 渡辺勝也   |
| 7月29日        | 23                 | 意志を継ぐ者                     | - ジシャクロイド（声 - 草尾毅） - ジシャクゾード                                                                         | 小林靖子 | 加藤弘之   |
| 8月05日        | 24                 | トレビアンな夏祭り               | - ワタアメロイド（声 - 桜井敏治） - ワタアメゾード                                                                       | 毛利亘宏 | 加藤弘之   |
| 8月12日        | 25                 | アバターの謎を追え！             | - ロウソクロイド（声 - 難波圭一） - ロウソクゾード                                                                       | 小林靖子 | 竹本昇     |
| 8月19日        | 26                 | 小さな強敵！ 司令室SOS           | - ケシゴムロイド（声 - 津久井教生） - ケシゴムゾード                                                                     | 下山健人 | 竹本昇     |
| 8月26日        | 27                 | 暴走コンビで迷宮脱出！           | - ムシカゴロイド（声 - 高戸靖広） - ムシカゴゾード                                                                       | 毛利亘宏 | 柴﨑貴行   |
| 9月02日        | 28                 | ニワトリに注意せよ！             | - スプレーロイド2（声 - 村上裕哉） - スプレーゾード2                                                                     | 小林靖子 | 柴﨑貴行   |
| 9月09日        | 29                 | 亜空間への突入！                 | - メサイア・セル - 再生メタロイド軍団                                                                                    | 小林靖子 | 佛田洋     |
| 9月16日        | 30                 | メサイア シャットダウン          | - メサイア・セル - 再生メタロイド軍団                                                                                    | 小林靖子 | 佛田洋     |
| 9月23日        | 31                 | 宇宙刑事ギャバン、現る！         | - ライノダブラー（声 - 鳥海浩輔） - マクーモンスター（声 - 勇吹輝） - ダンガンロイド2（声 - 野坂尚也） - ダンガンゾード2 | 下山健人 | 渡辺勝也   |
| 9月30日        | 32                 | ギャバンとの友情タッグ！         | - ライノダブラー - 巨大ライノダブラー                                                                                    | 下山健人 | 渡辺勝也   |
| 10月07日       | 33                 | モーフィン！ パワードカスタム    | - スナドケイロイド（声 - 坪井智浩）                                                                                      | 小林靖子 | 加藤弘之   |
| 10月14日       | 34                 | 敵はビートバスター?!             | - パペットロイド（声 - 下和田ヒロキ） - パペットゾード - スナドケイゾード                                                | 小林靖子 | 加藤弘之   |
| 10月21日       | 35                 | タテガミライオー 吼える！        | ― | 下山健人 | 竹本昇     |
| 10月28日       | 36                 | ゴーバスターライオー ガギーン！  | - ブルドーザーロイド（声 - 江川央生） - ブルドーザーゾード                                                               | 下山健人 | 竹本昇     |
| 11月04日       | 37                 | 黒と白の花嫁                     | - ティアラロイド（声 - 豊崎愛生） - ティアラゾード                                                                       | 小林靖子 | 渡辺勝也   |
| 11月11日       | 38                 | 実況！ エースデスマッチ          | - ドームロイド（声 - 幸野善之） - ドームゾード（α・β・γ・δ）                                                             | 小林靖子 | 渡辺勝也   |
| 11月18日       | 39                 | 必殺！ メサイアの拳              | - カラテロイド（声 - 村岡弘之） - カラテゾード                                                                           | 小林靖子 | 金田治     |
| 11月25日       | 40                 | カブるJとメサイアロイド          | - パラボラロイド2（声 - 小野友樹） - パラボラロイド2（メサイアロイド） - パラボラゾード2                                 | 小林靖子 | 金田治     |
| 12月02日       | 41                 | 怪盗ピンクバスター！             | - ルーペロイド（声 - 安元洋貴） - ルーペゾード                                                                           | 毛利亘宏 | 加藤弘之   |
| 12月09日       | 42                 | 突撃！ メガゾードの中へ          | - デンシャロイド2（声 - 近藤浩徳） - デンシャゾード2 - メガゾードロイド（声 - 高橋広樹）                                 | 小林靖子 | 加藤弘之   |
| 12月16日       | 43                 | 決意のクリスマス                 | - ケンタテロイド（声 - 岸尾だいすけ〈ケン〉、沖佳苗〈タテ〉） - ケンゾード - タテゾード                                  | 小林靖子 | 竹本昇     |
| 12月23日       | 44                 | 聖夜・使命果たすとき             | - メガゾードζ - メサイア・リブート - エスケイプ・エボルブ                                                                | 小林靖子 | 竹本昇     |
| 2013年01月06日 | 45                 | 謹賀新年 小さな強敵、再び        | - オモチロイド（声 - 坂口候一） - オモチゾード                                                                           | 下山健人 | 渡辺勝也   |
| 1月13日        | 46                 | 新たな融合と熱暴走！             | - クワガタロイド（声 - 今村直樹） - クワガタゾード（Mission47）                                                          | 小林靖子 | 渡辺勝也   |
| 1月20日        | 47                 | リセットとバックアップ           | - クワガタロイド（声 - 今村直樹） - クワガタゾード（Mission47）                                                          | 小林靖子 | 渡辺勝也   |
| 1月27日        | 48                 | 仕掛けられていた罠               | - エスケイプ・エボルブ（有機物融合態） - エスケイプζ                                                                     | 小林靖子 | 加藤弘之   |
| 2月03日        | 49                 | 覚悟と選択                       | - エンター・ユナイト - メガゾードω                                                                                       | 小林靖子 | 柴﨑貴行   |
| 2月10日        | Final              | 永遠のキズナ                     | - エンター・ユナイト - メガゾードω                                                                                       | 小林靖子 | 柴﨑貴行   |

## 他媒体展開
各作品における詳細は当該項目を参照。

### 映画
『海賊戦隊ゴーカイジャーVS宇宙刑事ギャバン THE MOVIE』
2012年1月21日公開。前作『海賊戦隊ゴーカイジャー』と『宇宙刑事ギャバン』とのクロスオーバー作品で、テレビシリーズに先駆けてゴーバスターズの3人が登場している。
『仮面ライダー×スーパー戦隊 スーパーヒーロー大戦』
2012年4月21日公開。本作品も含めたスーパー戦隊シリーズと仮面ライダーシリーズのクロスオーバー作品。また公開時期にあたるテレビシリーズ（本放送）Mission7からMission11までの間、同作品の映像がEDに使用されている。
『特命戦隊ゴーバスターズ THE MOVIE 東京エネタワーを守れ!』
2012年8月4日公開。同時上映は『仮面ライダーフォーゼ THE MOVIE みんなで宇宙キターッ!』。また公開時期に当たるテレビシリーズ（本放送）Mission23からMission27までの間、同作品の映像がEDに使用されている。
『特命戦隊ゴーバスターズVS海賊戦隊ゴーカイジャー THE MOVIE』
2013年1月19日公開。また公開時期に当たるテレビシリーズ（本放送）Mission45からMission49までの間、同作品の映像がEDに使用されている。
『仮面ライダー×スーパー戦隊×宇宙刑事 スーパーヒーロー大戦Z』
2013年4月27日公開。本作品の後日談にあたる作品。ヨーコはメインキャストの1人として登場する。
『獣電戦隊キョウリュウジャーVSゴーバスターズ 恐竜大決戦! さらば永遠の友よ』
2014年1月18日公開。次作獣電戦隊キョウリュウジャーとのクロスオーバー作品。
『仮面ライダー×スーパー戦隊 超スーパーヒーロー大戦』
2017年3月25日公開。レッドバスターと陣マサト / ビートバスター、バグラーが登場。
『機界戦隊ゼンカイジャー THE MOVIE 赤い戦い! オール戦隊大集会!!』
2021年2月20日公開。『機界戦隊ゼンカイジャー』の劇場作品。レッドバスターが登場。

### 他テレビシリーズ
『動物戦隊ジュウオウジャー』
2016年9月11日放送分（第29話）にて、バングレイが再生させた者の一体としてエンター・ユナイトとエスケイプ・エボルブが登場。

### CS放送
テレ朝チャンネル1
2015年3月から2016年3月まで、複数回にわたってテレビシリーズを放送。
東映チャンネル
2018年4月 - 9月、2019年7月 - 12月、2020年1月 - 6月（いずれも「スーパー戦隊ワールド」枠）と、複数回にわたってテレビシリーズを放送。

### オリジナルDVD
『帰ってきた特命戦隊ゴーバスターズVS動物戦隊ゴーバスターズ』
スーパー戦隊Vシネマ。2013年6月21日発売。
『特命戦隊ゴーバスターズVSビートバスターVS J』
テレビマガジン10月号付録DVD。雑誌の付録DVDとしては初のオリジナルエピソードである。レギュラー出演者はヒロム、リュウジ、ヨーコ、陣、エンターのみでバディロイドはJのみ登場。
ゲストキャラクター
エンタービートバスター
エンターが陣から奪ったモーフィンブラスターで変身した姿。従来のビートバスターのデザインにエンターの服装が反映されている。ドライブレードとエンターが普段使う触手を武器にする。
ジャンクロイド
過去に倒されたメタロイドのデータを使い生み出したメタロイド。「ウイーッス」としか話さない。頭部がニードロイド、体がデンシャロイド、足がタイヤロイドで構成されており状況に応じて腕を換装して戦う。劇中では右腕をスプレーロイド→カッターロイド→ショベルロイド、左腕をチューバロイド→スパナロイドにしている。なお、ジャンクゾードは未登場。
宇宙刑事ギャバン
ジャンクロイドがJにダイブ中の陣を狙った際に現れた戦士。レーザーZビームでジャンクロイドを圧倒した。なお、リュウジは噂程度であるがその存在を知っていた。

キャスト
- 桜田ヒロム / レッドバスター - 鈴木勝大
- 岩崎リュウジ - 馬場良馬
- 宇佐見ヨーコ - 小宮有紗
- 陣マサト / ビートバスター - 松本寛也
- エンター / エンタービートバスター - 陳内将

声の出演
- ビート・J・スタッグ - 中村悠一
- ジャンクロイド - 勇吹輝

スタッフ
- プロデュース - 武部直美、望月卓、加藤寛士
- 脚本 - 毛利亘宏
- アクション監督 - 福沢博文
- 監督 - 加藤弘之
- 製作・発行 - 講談社
- 製作協力 - 東映
- ビデオ製作 - 東映ビデオ株式会社

『宇宙戦隊キュウレンジャーVSスペース・スクワッド』
2018年8月8日リリース。エスケイプが登場。
『機界戦隊ゼンカイジャーVSキラメイジャーVSセンパイジャー』
2022年4月29日期間限定劇場上映、同年9月28日にBlu-ray&DVD発売。レッドバスター、バグラーが登場。

### 映像ソフト化
『特命戦隊ゴーバスターズ』
本作品のテレビシリーズのDVDおよびBlu-ray Discは、2012年7月21日より順次発売。全12巻で、10巻までは4話、11巻・12巻は5話収録。
テレビシリーズのMission1（第1話）とMission2（第2話）の再編集版である「ヒーロークラブ」は2012年5月21日発売。Mission4（第4話）とMission6（第6話）の再編集版は6月21日発売。全2巻。
また同年11月21日に、Mission15（第15話）「金の戦士と銀のバディ」とMission16（第16話）「亜空間から来た男」に、それぞれ未公開シーンを追加した「ライジングニューヒーロー ディレクターズカット版」のBlu-rayおよびDVDが発売。

### ゲームソフト
『特命戦隊ゴーバスターズ』
2012年9月27日にバンダイナムコゲームス（バンダイレーベル）からニンテンドーDS（ニンテンドー3DS対応）用ソフトとして発売された、スクロールアクションゲーム。ゴーバスターズを演じる俳優（声優含む）たちのボイスが入る。
日本国内では最後のニンテンドーDS用新作パッケージソフトとなった。なお、2013年8月8日発売の韓国版をもって全世界のニンテンドーDS用パッケージソフトのリリースは終了となった。

## ネット配信
- 東映特撮 YouTube Official
  - 2020年10月18日 - 2021年4月11日
  - 2025年2月9日 -